# Montgeron
Montgeron (prononcé [mɔ̃ʒǝʁɔ̃] ) est une commune française située à dix-neuf kilomètres au sud-est de Paris dans le département de l’Essonne en région Île-de-France. Elle est partagée entre le canton de Vigneux-sur-Seine et celui de Draveil.
Située entre les deux vallées de l’Yerres et de la Seine en contrebas de la forêt de Sénart sur le chemin stratégique de Paris à la Bourgogne devenue la route nationale 6, le village après avoir été un rendez-vous de chasse royale important sur la propriété de Monsieur devint au XIXe siècle une station de villégiature pour la bourgeoisie et les artistes parisiens, dont des peintres reconnus comme Claude Monet ou Edgar Degas. Rapidement urbanisée au XXe siècle avec la vogue des lotissements puis des grands ensembles, sa population fut multipliée par dix en un siècle et transforma la commune en ville de banlieue résidentielle conjuguant quartiers populaires et quartiers plus aisés.
Ses habitants sont appelés les Montgeronnais.

## Géographie

### Situation
| Type d’occupation           | Pourcentage | Superficie (en hectares) |
| --------------------------- | ----------- | ------------------------ |
| Espace urbain construit     | 45,3 %      | 504,69                   |
| Espace urbain non construit | 5,5 %       | 61,14                    |
| Espace rural                | 49,2 %      | 548,73                   |
| Source : Iaurif             |             |                          |

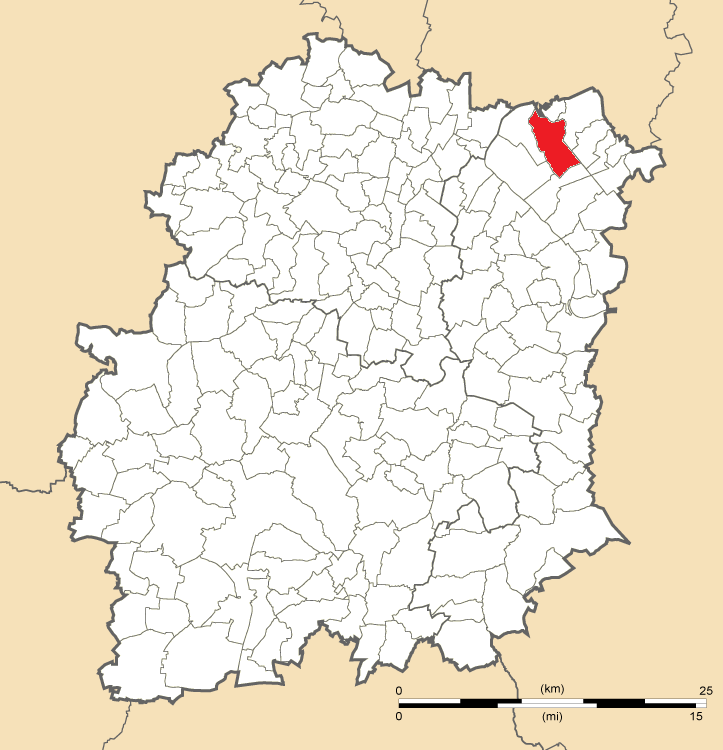
Position de Montgeron en Essonne.

Montgeron est située au nord-est du département de l’Essonne, partie intégrante de l’agglomération parisienne dans la région Île-de-France, dans la région naturelle de la Brie française. La commune occupe un territoire ayant approximativement la forme d’un rectangle orienté du nord-ouest au sud-est dont la longueur serait de six kilomètres et la largeur de trois kilomètres, pour une superficie totale de 1 122 ha. L’Institut national de l'information géographique et forestière donne les coordonnées géographiques 48° 42′ 18″ N, 2° 27′ 32″ E au point central de ce territoire.
Deux parts sensiblement égales du territoire étaient en 2003 constituées d’espaces urbains construits et d’espaces ruraux. De fait, le territoire est fortement contrasté avec une urbanisation dense, schématiquement au nord de la RD 31 et un espace boisé dans l’importante forêt de Sénart au sud. S’ajoute la vaste plaine de Chalandray au nord-est en bordure de la rivière. Située sur le versant est de la vallée de la Seine, la commune est bordée à l’est par son affluent la rivière l’Yerres et à l’ouest par le ru d’Oly. Au sud, la forêt de Sénart à la géologie fortement argileuse est parsemée d’étangs et de mares et parcourue par des fossés et par le ruisseau du Madereau. Historiquement traversé du nord au sud par l’ancienne route nationale 6, le centre-ville est aujourd’hui évité grâce à une déviation par l’ouest qui partage son tracé avec la route départementale 448, il est cependant toujours placé au carrefour de la nationale, devenue ici la route départementale 50 et des routes départementales 31 et 32. Au nord-est passe aussi la ligne classique Paris - Marseille empruntée par la ligne D du RER d'Île-de-France. Ce maillage routier et l’évolution urbanistique de la commune a conduit à son découpage en quartiers distincts, du centre-ville ancien au grand ensemble sensible et lotissement pavillonnaire en lisière de forêt.
Disposant d’une courte frontière avec le département voisin du Val-de-Marne, Montgeron est implantée à dix-neuf kilomètres au sud-est de Paris-Notre-Dame, point zéro des routes de France, à huit kilomètres au nord-est de la préfecture d’Évry, à onze kilomètres au nord-ouest de Corbeil-Essonnes, à seize kilomètres à l’est de Palaiseau, à quinze kilomètres au nord-est de Montlhéry, à vingt kilomètres au nord-est d’Arpajon, à vingt-six kilomètres au nord-est de La Ferté-Alais, à trente-quatre kilomètres au nord de Milly-la-Forêt, à trente-sept kilomètres au nord-est d’Étampes et à trente-huit kilomètres au nord-est de Dourdan.

### Hydrographie

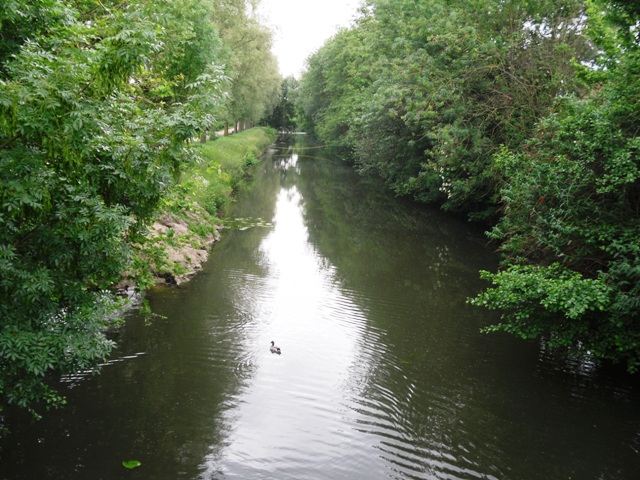
L'Yerres à Montgeron.

Le territoire de Montgeron est irrigué à ses extrémités par plusieurs cours d'eau. Le plus important d’entre eux est la rivière l’Yerres qui matérialise pour partie la frontière nord-est avec Crosne. Au sud du territoire, deux ruisseaux parcourent la vaste forêt de Sénart, le Madereau qui court vers le sud depuis le carrefour de Chalandray et le ru d’Oly qui entre par le sud et marque ensuite la frontière ouest avec Soisy-sur-Seine, Draveil et Vigneux-sur-Seine. Plusieurs mares et étangs sont disséminés dans la forêt et des fossés ont été aménagés pour drainer les nombreuses sources de l’ancien domaine de chasse. La gestion de l’Yerres est confiée à un syndicat intercommunal, le SyAGE.
Cette proximité avec ces cours d'eau entraîne parfois des inondations, plus particulièrement dans le quartier de la gare. La dernière crue date du mois de juin 2016.

### Relief et géologie
Le territoire de Montgeron s’étage en pente douce depuis le plateau de la Brie au sud à la vallée de la Seine au nord. Son altitude est comprise entre quatre-vingt-huit mètres au maximum à l’extrême sud-est à proximité de la pyramide de Brunoy et trente-et-un mètres au minimum à la frontière avec Vigneux-sur-Seine au nord-ouest près de la fosse Montalbot. Une distance de cinq kilomètres sépare ces deux points extrêmes avec une dénivellation mesurée du sud-est vers le nord-ouest, l’altitude atteint ainsi soixante-dix-sept mètres au nord de la forêt de Sénart, soixante-treize mètres en centre-ville puis baisse plus rapidement vers le lit de la rivière l’Yerres avec une altitude de quarante mètres à la sortie du centre-ville sous le pont de la voie ferrée. Le sous-sol est typique du Bassin parisien et du pays de Brie, bassin sédimentaire avec des couches successives de calcaire, d’argile et de limon contenant de la meulière.

### Communes limitrophes
La commune de Montgeron occupe un territoire étiré du nord au sud avec des limites partagées avec plusieurs autres communes. Au nord se trouve une courte frontière avec le Val-de-Marne et la commune de Villeneuve-Saint-Georges matérialisée par l’avenue Jean Jaurès, au nord-est se trouve la petite commune de Crosne séparée par le cours de l’Yerres, à l’est se trouve la commune d’Yerres dont la longue limite est pour partie située sur la rue des Pâquerettes, la rue d’Yerres, la rue du Verger, la rue Pierre Semard et une portion de l’avenue de la Résistance. Cette même avenue de la Résistance matérialise au sud-est la frontière avec Brunoy jusqu’à son entrée dans la forêt de Sénart. La frontière suit ensuite la route forestière des Bosserons pour séparer Montgeron de Soisy-sur-Seine au sud jusqu’à la Route forestière de Maupertuy qui marque la limite sud-ouest avec Draveil. À l’ouest et au nord-ouest se trouve la voisine de Vigneux-sur-Seine pour partie séparée par le ru d’Oly.

### Climat
Pour des articles plus généraux, voir Climat de l'Île-de-France et Climat de l'Essonne.
En 2010, le climat de la commune est de type climat océanique dégradé des plaines du Centre et du Nord, selon une étude du CNRS s'appuyant sur une série de données couvrant la période 1971-2000. En 2020, Météo-France publie une typologie des climats de la France métropolitaine dans laquelle la commune est exposée à un climat océanique altéré et est dans la région climatique Sud-ouest du bassin Parisien, caractérisée par une faible pluviométrie, notamment au printemps (120 à 150 mm) et un hiver froid (3,5 °C).
Pour la période 1971-2000, la température annuelle moyenne est de 11,8 °C, avec une amplitude thermique annuelle de 15,2 °C. Le cumul annuel moyen de précipitations est de 685 mm, avec 10,9 jours de précipitations en janvier et 7,9 jours en juillet. Pour la période 1991-2020, la température moyenne annuelle observée sur la station météorologique la plus proche, située sur la commune d'Athis-Mons à 5 km à vol d'oiseau, est de 12,1 °C et le cumul annuel moyen de précipitations est de 622,2 mm,. Pour l'avenir, les paramètres climatiques de la commune estimés pour 2050 selon différents scénarios d'émission de gaz à effet de serre sont consultables sur un site dédié publié par Météo-France en novembre 2022.
| Mois                                  | jan.             | fév.           | mars          | avril           | mai             | juin          | jui.           | août           | sep.           | oct.            | nov.            | déc.             | année      |
| ------------------------------------- | ---------------- | -------------- | ------------- | --------------- | --------------- | ------------- | -------------- | -------------- | -------------- | --------------- | --------------- | ---------------- | ---------- |
| Température minimale moyenne (°C)     | 2,1              | 2              | 4,2           | 6,4             | 9,9             | 13,1          | 15             | 14,6           | 11,5           | 8,7             | 5               | 2,7              | 7,9        |
| Température moyenne (°C)              | 4,7              | 5,2            | 8,3           | 11,3            | 14,8            | 18,2          | 20,4           | 20,2           | 16,5           | 12,6            | 7,9             | 5,2              | 12,1       |
| Température maximale moyenne (°C)     | 7,2              | 8,5            | 12,5          | 16,2            | 19,8            | 23,2          | 25,8           | 25,7           | 21,5           | 16,4            | 10,9            | 7,6              | 16,3       |
| Record de froid (°C) date du record   | −16,8 17.01.1985 | −15 02.02.1956 | −9,4 01.03.05 | −4,3 16.04.1921 | −1,3 07.05.1957 | 3,1 01.06.06  | 6,7 01.07.1922 | 5,6 31.08.1923 | 1,7 20.09.1952 | −3,9 30.10.1955 | −9,6 28.11.1921 | −13,3 29.12.1964 | −16,8 1985 |
| Record de chaleur (°C) date du record | 16,5 27.01.03    | 20,8 27.02.19  | 25,3 31.03.21 | 29,4 16.04.1949 | 35 24.05.1922   | 37,1 21.06.17 | 41,9 25.07.19  | 40 12.08.03    | 35,4 09.09.23  | 31,3 04.10.1921 | 21,8 07.11.15   | 17,3 16.12.1989  | 41,9 2019  |
| Ensoleillement (h)                    | 53,3             | 85,2           | 152,9         | 202,5           | 217             | 224,3         | 246,9          | 220,9          | 185,7          | 116,6           | 62,4            | 63,9             | 1 831,3    |
| Précipitations (mm)                   | 46,8             | 42,6           | 44,4          | 44,5            | 63              | 56,1          | 52,9           | 57,9           | 47,4           | 52,8            | 53,4            | 60,4             | 622,2      |

### Voies de communication et transports

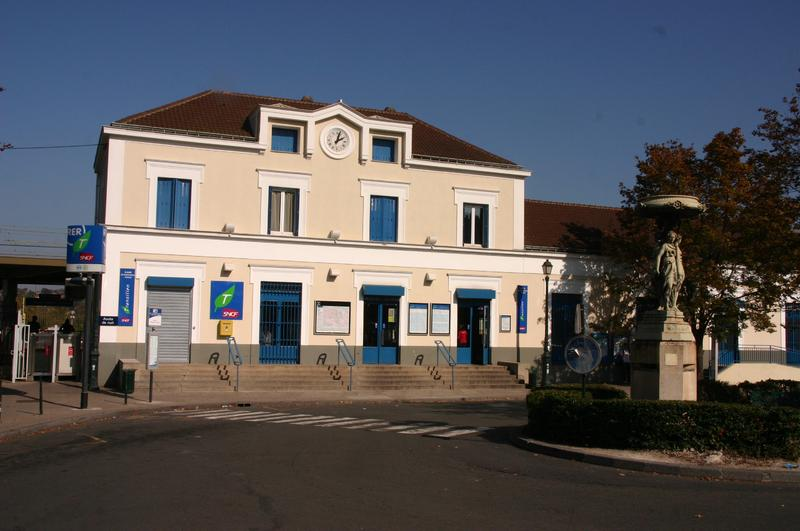
La gare de Montgeron - Crosne.

À l’écart du cours de la Seine, Montgeron est cependant traversée par des axes majeurs de communication, héritage de l’ancien régime pour la plupart. Elle est ainsi traversée du nord au sud par l’ancienne route nationale 6 qui dispose aujourd’hui d’une déviation avec une boucle à l’ouest du centre-ville. Son tracé originel est aujourd’hui occupé par la route départementale 50. Elle dispose d’une intersection avec la route départementale 31 qui traverse le territoire d’ouest en est, cette dernière est jumelée un peu plus au nord par la route départementale 32 qui permet de traverser l'Yerres. La nouvelle portion de la route nationale 6 partage dans sa partie nord le tracé de la route départementale 448 qui suit le cours du fleuve jusqu’à Corbeil-Essonnes.
Depuis 1849, le nord-est de la commune est traversé par la ligne classique Paris - Marseille, dite « ligne impériale » et dispose sur son territoire de la gare de Montgeron - Crosne, aujourd’hui desservie par la ligne D du RER d'Île-de-France. Cette liaison ferroviaire est complétée par plusieurs lignes d’autobus, notamment la ligne N134 du réseau Noctilien qui assure la continuité de service nocturne. Les lignes A, E, P, V, IV, 501, 91-09 et 191-100 du réseau de bus Val d'Yerres Val de Seine disposent d’arrêts dans la commune.
La commune est enfin située à huit kilomètres au sud-est de l’aéroport Paris-Orly et trente-quatre kilomètres au sud de l’aéroport Paris-Charles-de-Gaulle, l’aviation de loisirs et d’affaires sera orientée vers la base aérienne de Melun-Villaroche, transformée à terme en aéroport de tourisme et d’affaires, située à dix-neuf kilomètres au sud-est.

### Lieux-dits, écarts et quartiers

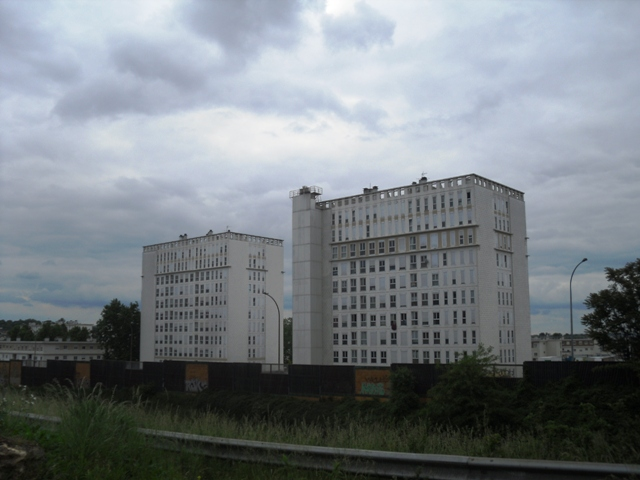
Grand ensemble de la Prairie de l'Oly.

La commune de Montgeron, urbanisée principalement dans sa partie nord est aujourd’hui séparée en différents quartiers, constitué au fil de son évolution et de son lotissement. L’Insee découpe la commune en dix îlots regroupés pour l'information statistique.
Le centre-ville historique est implanté de part et d’autre de l’ancienne route nationale 6, il est limitrophe au sud du quartier du Point du Jour et au nord de Chalandray, qui domine la plaine alluviale de l’Yerres et qui accueille la gare. Entre l’ancien et le nouveau tracé de la route nationale se trouve le quartier de la Glacière, nom ayant pour origine la glacière de l’ancien château Frayé de Vigneux. Plus au nord se trouve le Moulin de Senlis, puis le Réveil Matin, complété par les zones d’activités du même nom et du Bac d’Ablon. L’urbanisation massive dans la plaine à l’ouest a conduit à la création du quartier de la Garenne et des lotissements pavillonnaires de l’Ermitage, du Clos Sénart et de la Chesnaie en bordure de forêt.
En bordure de la rocade, à la frontière avec Vigneux-sur-Seine, le grand ensemble de la Prairie de l’Oly qui fait l’objet d’un classement en quartier prioritaire, comme au sud le grand ensemble de la Forêt, et bénéficient d’un programme de revitalisation urbaine. Plus au nord, le grand ensemble Gaston Mangin est un quartier de veille active,.

## Urbanisme

### Typologie
Au 1er janvier 2024, Montgeron est catégorisée grand centre urbain, selon la nouvelle grille communale de densité à sept niveaux définie par l'Insee en 2022.
Elle appartient à l'unité urbaine de Paris, une agglomération inter-départementale regroupant 407  communes, dont elle est une commune de la banlieue,,. Par ailleurs la commune fait partie de l'aire d'attraction de Paris, dont elle est une commune du pôle principal,. Cette aire regroupe 1 929 communes,.

## Toponymie
Le lieu fut appelé Mous Gisonis, Mons Gisonis en 1137, Mons Gizonis en 1247, puis Montgisonis au XIIIe siècle, Montgeson, Montgiron-en-Brie au XVIIe siècle. La commune fut créée en 1793 avec son nom actuel.

## Histoire

### Les origines
Dans la forêt de Sénart à proximité du ru d’Oly fut retrouvé un polyèdre en silex daté de la préhistoire attestant d’une occupation humaine du lieu à cette époque. À l’époque gallo-romaine, un habitat était situé au lieu-dit Le Nouzet et l’actuel gué de Senlis servait au passage de la route entre Lutèce et Agedincum (nom à l'époque romaine de la commune de Sens dans l'Yonne).

### Moyen Âge et époque moderne
Le lieu fut mentionné à l’époque de Louis VII vers 1147 sous la description de « Auprès du mont de Gisons, dans la paroisse de Vigneux. » Au XIIe siècle, une léproserie fut installée au nord du territoire, elle cessa son activité en 1604, et fut transformée en ermitage vers 1630. En 1510, la seigneurie revint à la famille de Dreux de Budé. En juin 1535, l’église paroissiale reçut le vocable de Saint Jacques le Majeur et de Saint Christophe. En 1604, Nicolas Brûlart de Sillery fit l’acquisition du domaine vendu en 1642 à Guy Carré. En 1652, le village situé sur le passage des troupes de la Fronde fut ravagé[réf. nécessaire].
En 1723, l’ancien cimetière de la maladrerie devient le cimetière communal et la chapelle servit au culte paroissial jusqu’en 1798. Entre 1732 et 1752, la seigneurie appartint à Jacques-César Parat de Vareilles, en 1753 elle fut vendue à Michel-Henri Fabus et revint en 1767 à Anne Gabriel Henry Bernard de Boulainvilliers. Le 3 avril 1775 le comte de Provence acheta le château des Prés. La forêt de Sénart devenue forêt de chasse royale fut aménagée entre 1754 et 1779 avec le percement d’avenue, permettant le détournement par le centre du village de la route entre Villeneuve-Saint-Georges et Brunoy et la construction d’un pont pour franchir le rû de la Navette. Le 8 octobre 1786, le roi Louis XVI vint dans la plaine de Montgeron pour passer en revue les troupes de carabiniers de Monsieur[réf. nécessaire].
Le 27 avril 1796 (8 Floréal an IV), la malle-poste dite courrier de Lyon transportait une somme considérable en assignats et en livres, destinée à la solde des armées d’Italie. Après une halte à l’Hôtel de la Chasse à Montgeron, quatre bandits l’attaquèrent près de Lieusaint, dit l’histoire, au pont de Pouilly, à Vert-Saint-Denis, sur la route devenue la N6. Le convoyeur et le cocher furent assassinés dans l’agression. L’instruction de l’affaire aboutit à l’arrestation d’un certain Joseph Lesurques, sur témoignage de servantes de l'Hôtel de la Chasse.

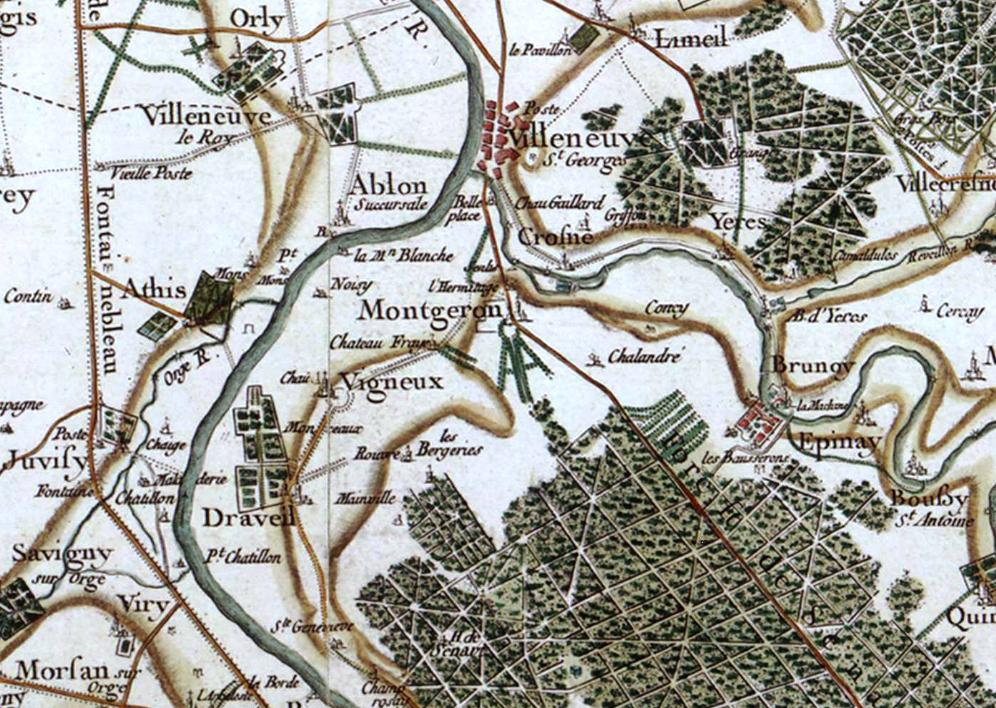
Carte de Cassini de la région de Montgeron au XVIIIe siècle.
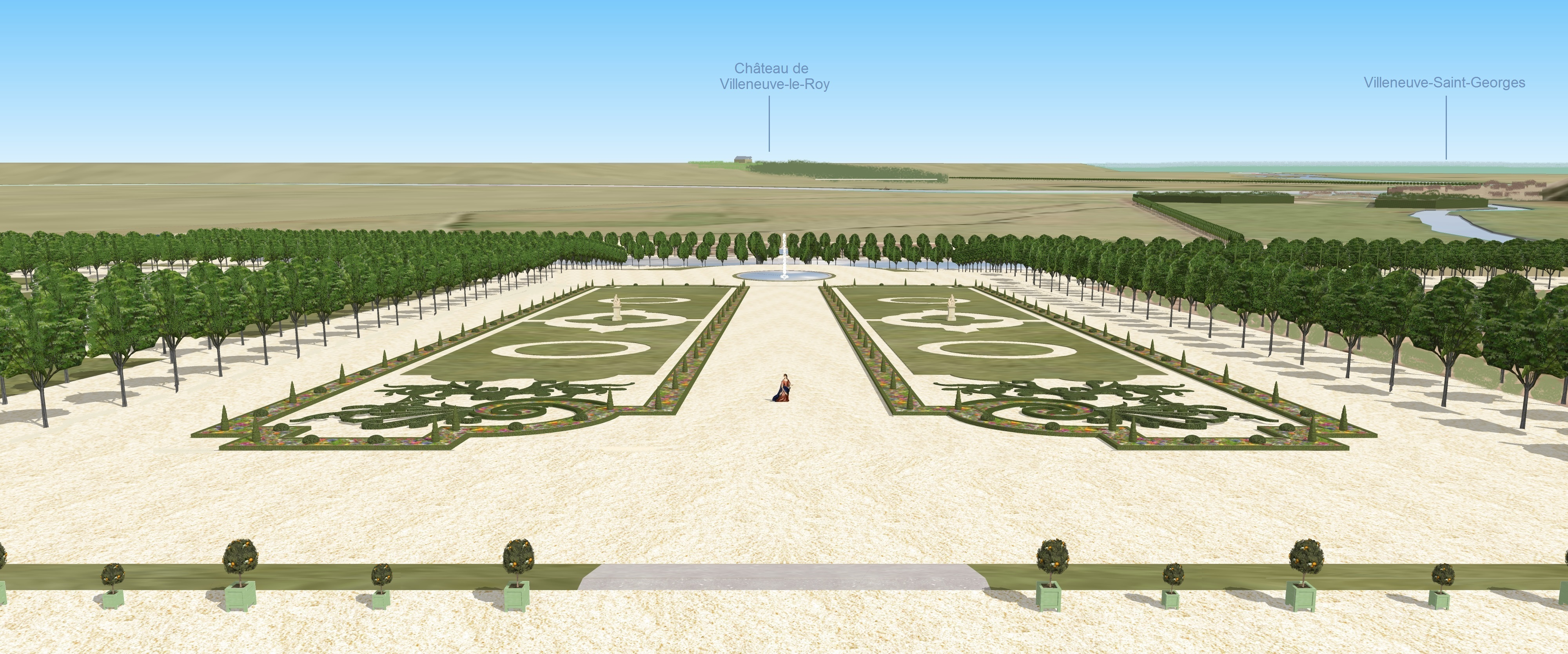
Vue depuis le deuxième étage du château de Montgeron vers 1710. Avec la Seine et Villeneuve-Saint-Georges dans le fond.
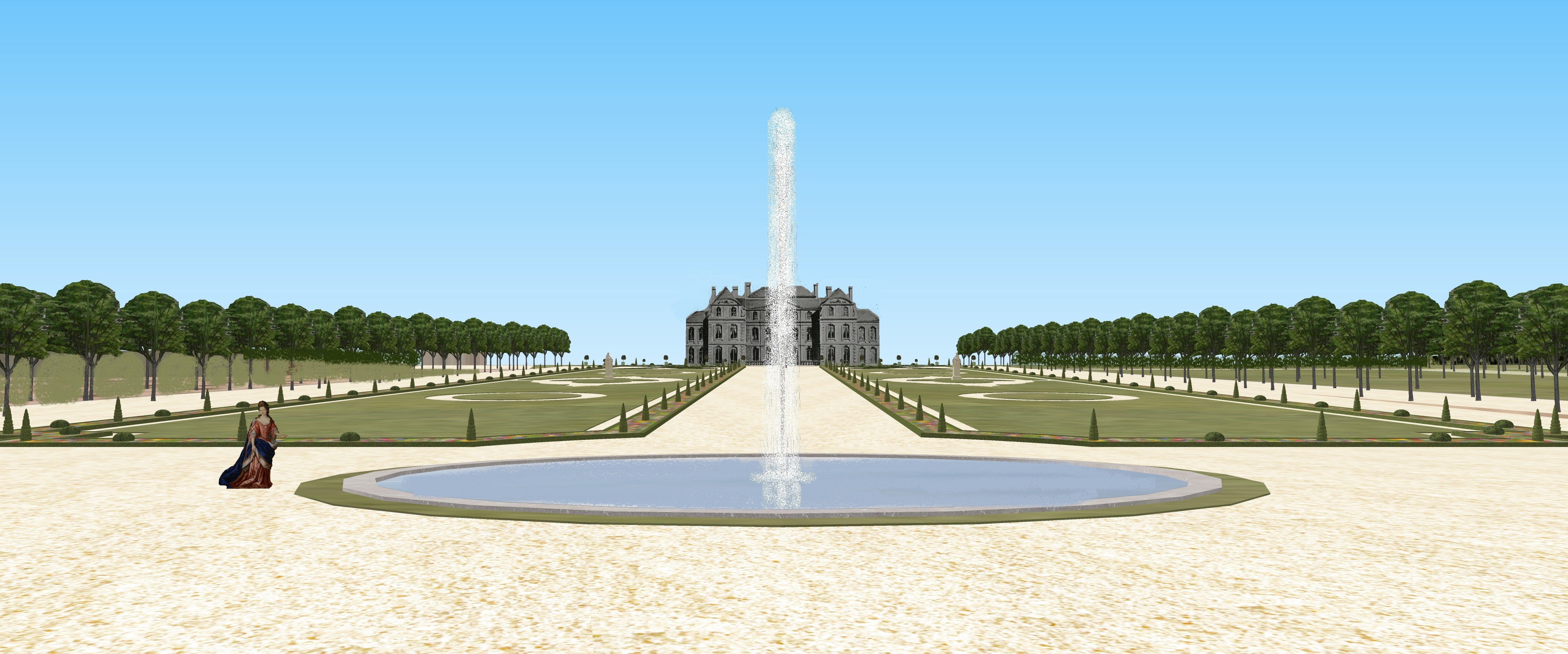
Vue du château de Montgeron depuis le bout du parterre.
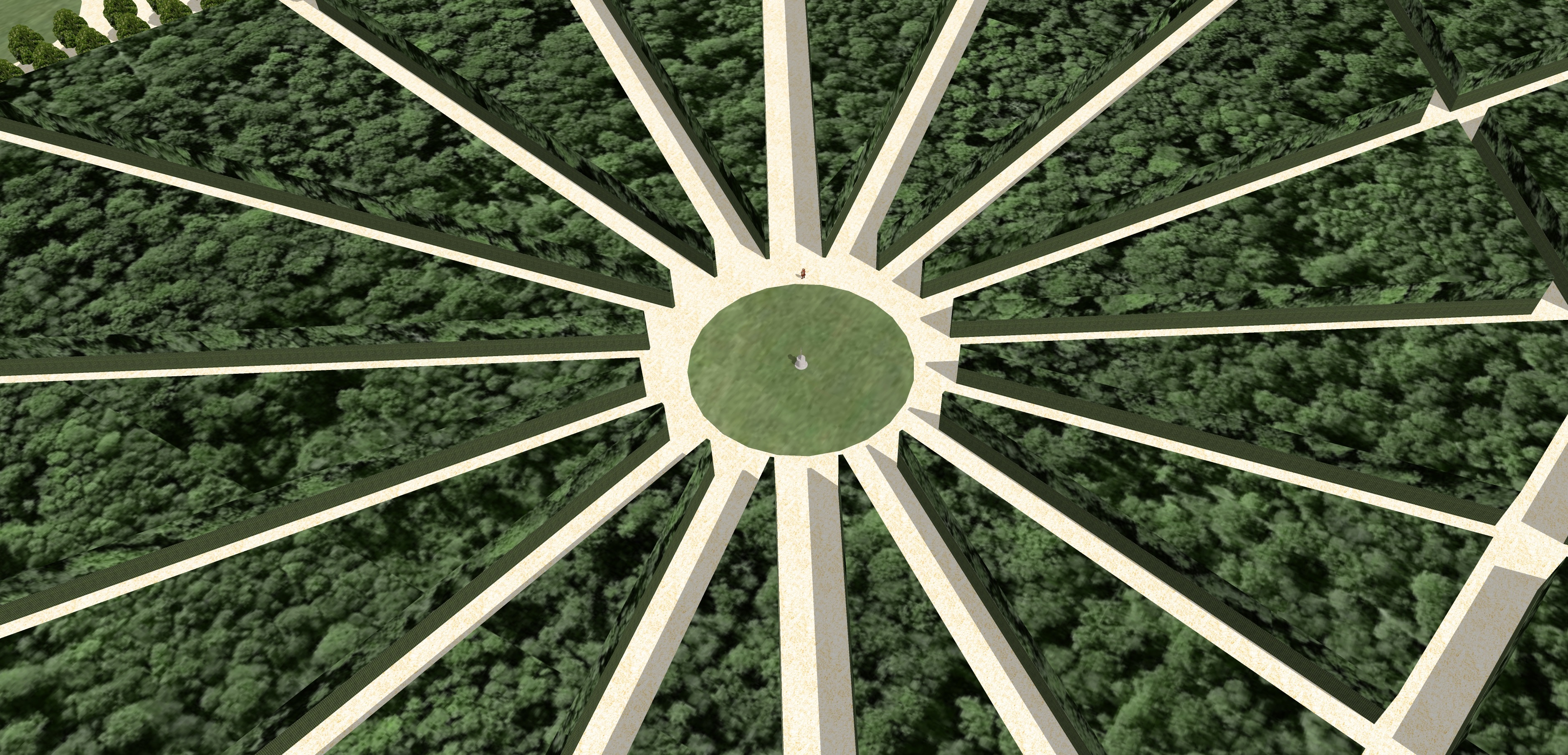
Le bosquet de l'Etoile, dans les jardins du château de Montgeron, aux XVIIe et XVIIIe siècles, avec au centre, une sculpture de Diane et Endymion.
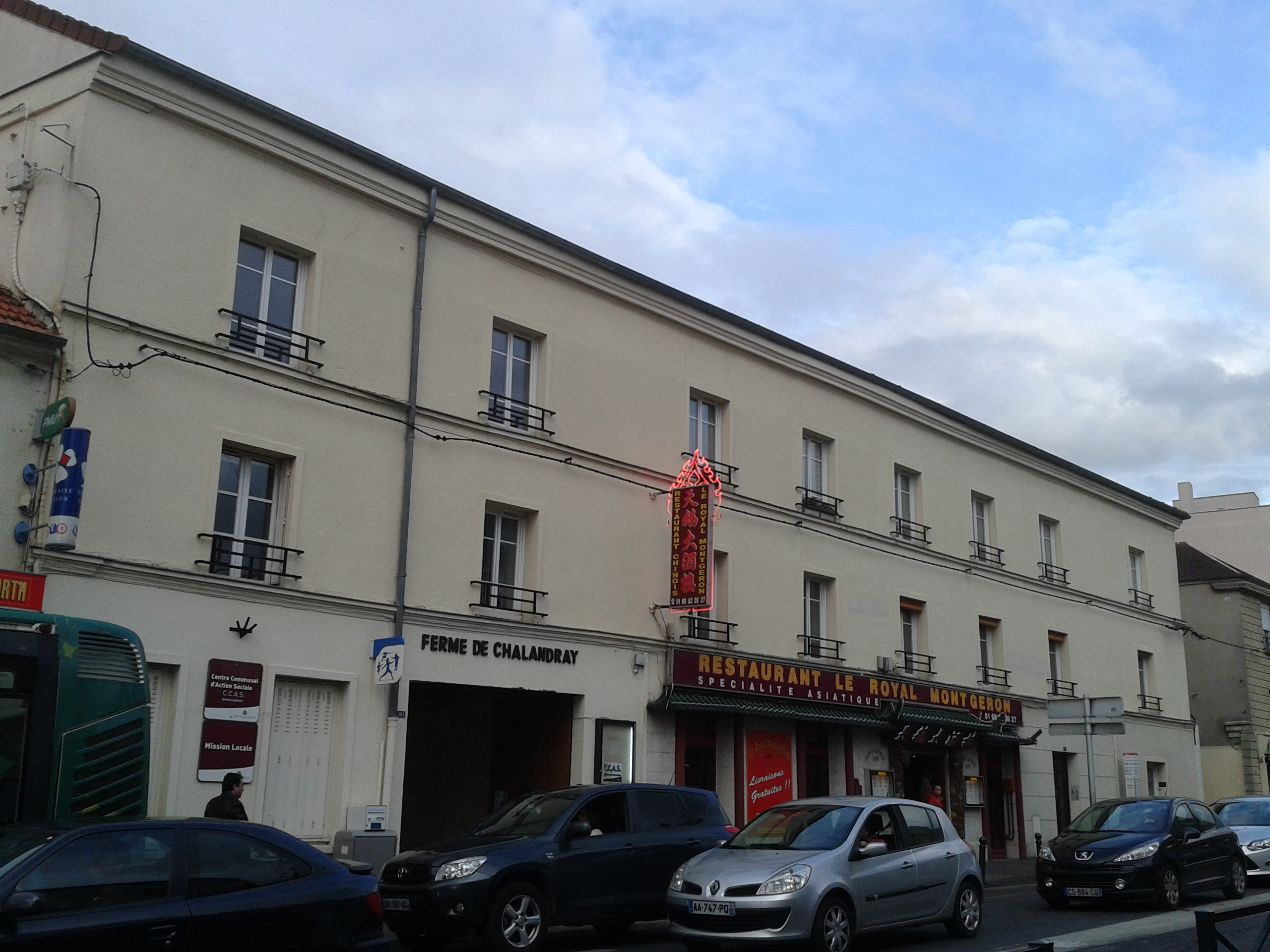
Ancien hôtel de la Chasse avenue de la République

### Tourisme et développement récent

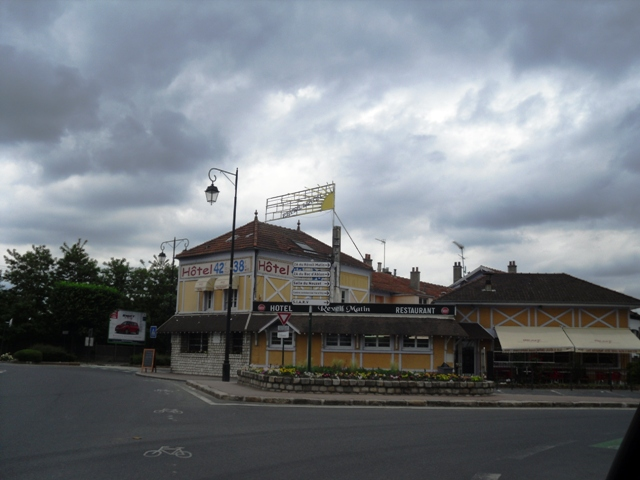
Le Réveil matin, lieu du départ du Tour de France 1903.

À partir du XIXe siècle, le village de Montgeron, facilement accessible depuis Paris devint un lieu de villégiature pour la bourgeoisie et les artistes de la capitale, avec la venue du peintre Jean Gigoux, Pierre Flourens et son fils Gustave, Hector Malot, Jean-Baptiste Corot qui peint Saulaie au bord de l’eau et La Plaine aux vaches, Adrien Demont et son épouse Virginie Breton reçurent José-Maria de Heredia, Leconte de Lisle, Eugène Lavieille, Jean-Paul Laurens, Gustave Guillaumet, Paul Joseph Blanc, Ernest Victor Hareux, Jean-Joseph Carriès.
Entre 1855 et 1856, l’église paroissiale fut reconstruite.
En 1858 furent construites l’ancienne mairie et l’école communale.
En 1875 fut ouverte la gare.
En 1890, c’est Ludovic Halévy qui s’installa à Montgeron et reçut Albert Bartholomé et Edgar Degas.
En 1903, Jean Escoula s’y installa.
L’auberge Au réveil matin à Montgeron fut le lieu pour la signature de la feuille d’engagement par les coureurs cyclistes de la première étape du premier Tour de France, en 1903. Le départ réel de la première étape sera donnée au-delà de la fourche faisant face à l’auberge soit sur la commune voisine de Villeneuve-Saint-Georges.
Le 25 mars 1912, la bande à Bonnot braqua un conducteur pour lui voler son véhicule (une De Dion-Bouton). Le but était de préparer l’attaque de la Société générale de Chantilly qui fit un mort et un blessé.
En octobre 1909 fut inaugurée l’école communale.
Au sortir de la Première Guerre mondiale, la commune fut urbanisée avec l’achèvement dès 1923 des lotissements de l’Ermitage, du Cèdre et Dumay.
En 1933 fut édifiée la cité-jardin du parc du château.
En 1930, les Sœurs des Saint-Cœurs de Jésus et Marie créèrent l’institution Sainte-Thérèse.
En 1945 fut installé à Montgeron une annexe du prestigieux lycée Henri-IV, premier lycée mixte de banlieue à l’initiative du maire Josèphe Jacquiot.
Le 24 septembre 1993 fut inauguré le musée municipal.

Le 6 juillet 2003, la ville de Montgeron fêta le centenaire de l’épreuve du Tour de France cycliste en en accueillant le départ de la première étape au Réveil-Matin. Une plaque fut inaugurée ce jour.
En 2017, c'est cette fois la dernière étape qui passe à nouveau devant le Réveil-Matin avant de rejoindre les Champs-Élysées.

## Politique et administration

### Rattachements administratifs et électoraux
Antérieurement à la loi du 10 juillet 1964, la commune faisait partie du département de Seine-et-Oise. La réorganisation de la région parisienne en 1964 fit que la commune appartient désormais au département de l'Essonne et à son arrondissement de Corbeil, après un transfert administratif effectif au 1er janvier 1968.
De 1801 à 1919, la commune était rattachée au canton de Boissy-Saint-Léger , année où elle intègre le canton de Villeneuve-Saint-Georges. Elle devient le chef-lieu du canton de Montgeron en 1964. Dans le cadre du redécoupage cantonal de 2014 en France, la commune est répartie entre les cantons de Draveil et de Vigneux-sur-Seine.
Pour l'élection des députés, la commune fait partie de la  huitième circonscription de l'Essonne.
L’organisation juridictionnelle rattache en 2010 les justiciables Montgeronnais au tribunal d’instance de Juvisy-sur-Orge et aux tribunaux de grande instance, de commerce et au conseil de prud’hommes d’Évry

### Intercommunalité
Montgeron était membre de la communauté d'agglomération Sénart Val de Seine, intercommunalité à qui elle a transféré les compétences de développement économique, d’aménagement du territoire, d’équilibre social de l’habitat, de politique de la ville, de politiques de l'emploi, de gestion des transports en commun, de distribution d’eau potable, de protection de l’environnement et du patrimoine, de collecte et de tri des ordures ménagères et de gestion des installations culturelles et sportives.
Dans le cadre de la mise en œuvre de la loi MAPAM du 27 janvier 2014, qui prévoit la généralisation de l'intercommunalité à l'ensemble des communes et la création d'intercommunalités de taille importante, le préfet de la région d'Île-de-France approuve le 4 mars 2015 un schéma régional de coopération intercommunale qui prévoit notamment la « fusion de la communauté d'agglomération Sénart Val de Seine, de la Communauté d'agglomération du Val d'Yerres et extension du nouveau regroupement à la commune de Varennes-Jarcy », jusqu'alors membre de la Communauté de communes du Plateau Briard. Celle-ci, après une consultation de ses habitants qui s'est tenue en avril 2015, intègre néanmoins la communauté de communes de l'Orée de la Brie le 1er janvier 2016, de manière à ne pas être concernée par la Métropole du Grand Paris,.
Les communes de Sénart Val de Seine s'opposent à la création, et le maire de Draveil, Georges Tron, organise un référendum dans sa ville, qui aboutit à un rejet de la fusion par 98,3 %, mais avec une participation limitée à 23 % des électeurs,.
La création de la nouvelle Communauté d'agglomération Val d'Yerres Val de Seine est néanmoins créée par arrêté préfectoral du 14 décembre 2015 « portant création d’un établissement public de coopération intercommunale issu de la fusion des communautés d’agglomération Sénart Val de Seine et Val d’Yerres », dont la commune est désormais membre.
Elle adhère en outre[Quand ?] au syndicat mixte Orge-Yvette-Seine et au syndicat mixte pour la revalorisation et l’élimination des déchets et ordures ménagères.

### Tendances et résultats politiques
Les résultats électoraux enregistrés dans la commune laissent apparaître une relative ambivalence avec une tendance au vote à droite aux élections nationales et à gauche lors des scrutins locaux.
Ainsi, lors des élections présidentielles de 2002 et 2007, les candidats Jacques Chirac et Nicolas Sarkozy obtenaient dans la commune des scores comparables à la moyenne nationale sans que le candidat Jean-Marie Le Pen ne parvienne à égaler à Montgeron son score national (trois points inférieur dans la commune). Aux élections législatives, les électeurs Montgeronnais participèrent largement à la victoire dès le premier tour du candidat Nicolas Dupont-Aignan, lui accordant ainsi 55,14 % des suffrages en 2007.
Si en 2004[C'est-à-dire ?] le candidat socialiste Harlem Désir l’emportait avec dix points d’avance sur son adversaire Patrick Gaubert, la tendance fut radicalement inversée en 2009 avec la présence en tête de deux candidats de droite, Michel Barnier (UMP) et Jean-Pierre Enjalbert (DLR). À l’inverse, lors des scrutins régionaux, le candidat Jean-Paul Huchon l’emporta en 2004 comme en 2010, accroissant même le différentiel entre les deux élections face à ses opposants de droite.
Le maire et conseiller général socialiste Gérald Hérault, détenant ces mandats depuis 1995 et 1994 fut réélu en 2001 et 2008, quel que soit l’adversaire, cependant avec une nette baisse des suffrages puisqu’en 2008, il ne l’emporta qu’à 50,12 % sur le canton et 50,67 % dans la commune.
Lors de l'élection de 2014, François Durovray (LR) est élu maire mais en raison de ses nombreuses fonctions électives, il laisse sa place à sa 1ere adjointe, Sylvie Carillon en 2015. Il reste premier adjoint aux finances de la ville jusqu'en novembre 2024, puis conseiller municipal.
Sylvie Carillon est élue pour un second mandat à l'occasion des élections municipales de 2020, avec un taux d'abstention en hausse en raison de la pandémie liée au coronavirus comme dans beaucoup de communes.
Ayant largement approuvé le traité de Maastricht à 54,11 % en 1992, les Montgeronnais ont par contre rejeté en 2005 le traité de Rome de 2004 visant à établir une constitution pour l'Europe .
Des sections du Parti socialiste et du Parti communiste français sont présentes dans la commune.
Élections présidentielles, résultats des deuxièmes tours
- Élection présidentielle de 2002 : 85,20 % pour Jacques Chirac (RPR), 14,80 % pour Jean-Marie Le Pen (FN), 75,64 % de participation[69].
- Élection présidentielle de 2007 : 54,18 % pour Nicolas Sarkozy (UMP), 45,82 % pour Ségolène Royal (PS), 85,25 % de participation[70].
- Élection présidentielle de 2012 : 52,93 % pour François Hollande (PS), 47,07 % pour Nicolas Sarkozy (UMP), 81,39 % de participation[71].
- Élection présidentielle de 2017 : 73,17 % pour Emmanuel Macron (LREM), 26,83 % pour Marine Le Pen (FN), 75,51 % de participation.
- Élection présidentielle de 2022 : 67,60 % pour Emmanuel Macron (LREM), 32,40 % pour Marine Le Pen (FN), 69,62 % de participation[72].

Élections législatives, résultats des deuxièmes tours
- Élections législatives de 2002 : 51,18 % pour Nicolas Dupont-Aignan (UMP) élu au premier tour, 28,55 % pour Marie-Christine Ducasse (PS), 62,40 % de participation[73].
- Élections législatives de 2007 : 55,14 % pour Nicolas Dupont-Aignan (DLR) élu au premier tour, 24,07 % pour Véronique Hache-Aguilar (PS), 61,27 % de participation[74].
- Élections législatives de 2012 : 57,29 % pour Nicolas Dupont-Aignan (DLR), 42,71 % pour Aude Bristot (PS), 59,96 % de participation[75].
- Élections législatives de 2017 : 53,33 % pour Antoine Pavamani (LREM), 46,67 % pour Nicolas Dupont-Aignan (DLF), 47,87 % de participation.
- Élections législatives de 2022 : 55,49 % pour Nicolas Dupont-Aignan (DLF), 44,51 % pour Emilie Chazette-Guillet (NUPES), 49,12 % de participation[76].
- Élections législatives de 2024 : 39,18 % pour Bérenger Cernon (NFP), 31,30 % pour Nicolas Dupont-Aignan (DLF), 67,71 % de participation[77].

Élections européennes, résultats des deux meilleurs scores
- Élections européennes de 2004 : 26,66 % pour Harlem Désir (PS), 16,53 % pour Patrick Gaubert (UMP), 42,36 % de participation[78].
- Élections européennes de 2009 : 21,40 % pour Michel Barnier (UMP), 18,69 % pour Jean-Pierre Enjalbert (DLR), 44,96 % de participation[79].
- Élections européennes de 2014 : 22,11 % pour Dominique Jamet (DLR), 16,37 % pour Aymeric Chauprade (FN), 46,52 % de participation[80].
- Élections européennes de 2019 : 23,85 % pour Nathalie Loiseau (LREM), 15,73 % pour Yannick Jadot (EELV), 51,23 % de participation.
- Élections européennes de 2024 : 22,58 % pour Jordan Bardella (RN), 16,73 % pour Manon Aubry (LFI), 51,30 % de participation[81].

Élections régionales, résultats des deux meilleurs scores
- Élections régionales de 2004 : 47,61 % pour Jean-Paul Huchon (PS), 41,75 % pour Jean-François Copé (UMP), 62,37 % de participation[82].
- Élections régionales de 2010 : 55,59 % pour Jean-Paul Huchon (PS), 44,41 % pour Valérie Pécresse (UMP), 51,81 % de participation[83].
- Élections régionales de 2015 : 45,13 % pour Valérie Pécresse (LR), 38,97 % pour Claude Bartolone (PS), 56,85 % de participation[84].

Élections cantonales et départementales, résultats des deuxièmes tours
- Élections cantonales de 2001 : 55,34 % pour Gérald Hérault (PS), 44,66 % pour Philippe Mialet (RPR), 55,95 % de participation[85].
- Élections cantonales de 2008 : 50,12 % pour Gérald Hérault (PS), 49,88 % pour François Durovray (UMP), 67,70 % de participation[86].
- Élections départementales de 2015 : 61,45 % pour François Durovray et Nicole Poinsot (UMP), 38,55 % pour Aude Bristot et Didier Hoeltgen (PS), 48,70 % de participation[87].

Élections municipales, résultats des deuxièmes tours
- Élections municipales de 2001 : 52,28 % pour Gérald Hérault (PS), 47,72 % pour Didier Banquy (RPR), 56,90 % de participation[88].
- Élections municipales de 2008 : 50,67 % pour Gérald Hérault (PS), 49,33 % pour François Durovray (UMP), 67,99 % de participation[89].
- Élections municipales de 2014 : 58,26 % pour François Durovray (UMP), 30,69 % pour Aude Bristot (PS), 63,44 % de participation.
- Élections municipales de 2020 : 54,90 % pour Sylvie Carillon (LR), 20,45 % pour Céline Cieplinski (DVG), 39,71 % de participation.

Référendums
- Référendum de 2000 relatif au quinquennat présidentiel : 70,15 % pour le Oui, 29,85 % pour le Non, 30,20 % de participation[90].
- Référendum de 2005 relatif au traité établissant une Constitution pour l’Europe : 51,83 % pour le Non, 48,17 % pour le Oui, 71,97 % de participation[91].

### Politique locale
Le maire actuel préside un conseil municipal composé de trente-cinq élus dont vingt-huit pour la majorité divers droite et sept pour l’opposition divers gauche pendant la mandature 2020-2026. Il est assisté dans ses délégations par neuf maires adjoints.

### Budget et finances locales
En 2009, la commune disposait d’un budget de 41 847 000 €, dont 29 259 000 € de fonctionnement et 12 588 000 € d’investissement, financés à 47,90 % par les impôts locaux avec des taux d’imposition fixés à 18,34 % pour la taxe d'habitation, 21,10 % et 84,15 % pour la taxe foncière sur le bâti et le non-bâti et 14,86 % pour la taxe professionnelle intercommunale. En 2009, la dette cumulée communale s’élevait à 21 391 000 €. En 2009, la commune accueillait sur son territoire deux mille cinquante-six logements HLM répartis entre neuf bailleurs sociaux, soit 21,58 % du nombre total de logements, plus que ce que ne préconise la loi relative à la solidarité et au renouvellement urbains.

### Jumelages
| Montgeron Eschborn Magog Póvoa de Varzim Viernau |

Montgeron a développé des associations de jumelage avec :
- Eschborn (Allemagne) depuis 1985, en allemand Eschborn, située à 471 kilomètres[110].
- Magog (Canada) depuis 1986 située à 5 451 kilomètres[111].
- Póvoa de Varzim (Portugal) depuis 1986, en portugais Póvoa de Varzim, située à 1 198 kilomètres[111].
- Viernau (Allemagne) depuis 1992, en allemand Viernau, située à 622 kilomètres[111].

Elle a par ailleurs mis en place un partenariat avec la commune de Grand-Popo au Bénin depuis 2003.

## Population et société

### Démographie

#### Évolution démographique
L'évolution du nombre d'habitants est connue à travers les recensements de la population effectués dans la commune depuis 1793. Pour les communes de plus de 10 000 habitants les recensements ont lieu chaque année à la suite d'une enquête par sondage auprès d'un échantillon d'adresses représentant 8 % de leurs logements, contrairement aux autres communes qui ont un recensement réel tous les cinq ans,.

En 2022, la commune comptait 23 890 habitants, en évolution de −0,34 % par rapport à 2016 (Essonne : +2,89 %, France hors Mayotte : +2,11 %).
| 1793 | 1800 | 1806 | 1821 | 1831 | 1836 | 1841  | 1846  | 1851  |
| ---- | ---- | ---- | ---- | ---- | ---- | ----- | ----- | ----- |
| 851  | 896  | 864  | 858  | 923  | 989  | 1 023 | 1 108 | 1 015 |

| 1856  | 1861  | 1866  | 1872  | 1876  | 1881  | 1886  | 1891  | 1896  |
| ----- | ----- | ----- | ----- | ----- | ----- | ----- | ----- | ----- |
| 1 122 | 1 478 | 1 690 | 1 667 | 1 876 | 1 955 | 1 965 | 1 950 | 2 192 |

| 1901  | 1906  | 1911  | 1921  | 1926  | 1931  | 1936  | 1946   | 1954   |
| ----- | ----- | ----- | ----- | ----- | ----- | ----- | ------ | ------ |
| 2 346 | 2 942 | 3 494 | 4 479 | 6 539 | 8 679 | 9 801 | 10 564 | 12 271 |

| 1962   | 1968   | 1975   | 1982   | 1990   | 1999   | 2006   | 2011   | 2016   |
| ------ | ------ | ------ | ------ | ------ | ------ | ------ | ------ | ------ |
| 15 486 | 21 768 | 23 786 | 22 039 | 21 677 | 21 905 | 23 105 | 22 941 | 23 972 |

| 2021   | 2022   | - | - | - | - | - | - | - |
| ------ | ------ | - | - | - | - | - | - | - |
| 23 800 | 23 890 | - | - | - | - | - | - | - |

Placé sur l’importante route de Paris à Melun en bordure de la forêt de Sénart, Montgeron était  un bourg comptant déjà plus de huit cent cinquante personnes lors du premier recensement] des personnes en 1793. S’ensuivit une période d’évolution chaotique avec une croissance à près de neuf cents habitants en 1800 et une diminution jusqu’en 1851. Le cap des neuf cents âmes fut franchi en 1831 et celui des mille résidents dix ans plus tard.
À partir de 1856 consécutivement à l’arrivée du chemin de fer s’ouvrit une période de constante progression, seulement brièvement interrompue par les pertes dues à la guerre franco-prussienne de 1870, le cap des deux mille habitants étant franchi en 1896. Au cours du XXe siècle, les deux conflits mondiaux n’empêchèrent pas l’explosion démographique locale, portée par l’urbanisation massive qui permit à la commune de compter près de quatre mille cinq cents habitants en 1921 et plus de dix mille en 1946. Ce chiffre doubla au cours des douze années qui suivirent et atteint le pic historique de vingt-trois mille sept cent quatre-vingt-six personnes en 1975.
Les opérations de réhabilitation urbaine et la baisse d’engouement pour cette commune lui firent perdre deux mille personnes en quinze ans avant qu’elle ne renoue avec la croissance démographique à partir de 1999, à nouveau négative au vu des chiffres de 2007 établissant la population montgeronnaise à vingt-deux mille neuf cent vingt-neuf personnes.
L’immigration n’a que peu d’impact sur cette évolution démographique puisque seulement 7,6 % de la population municipale était étrangère en 1999. Cette année-là, les communautés les plus importantes se répartissaient entre 3,2 % du total pour la population portugaise, 0,9 % pour les Algériens, 0,5 % pour les Marocains, 0,4 % pour les Turcs et les Italiens, 0,3 % pour les Tunisiens et 0,2 % pour les Espagnols.

#### Pyramide des âges
En 2018, le taux de personnes d'un âge inférieur à 30 ans s'élève à 38,1 %, soit en dessous de la moyenne départementale (39,9 %). À l'inverse, le taux de personnes d'âge supérieur à 60 ans est de 22,7 % la même année, alors qu'il est de 20,1 % au niveau départemental.
En 2018, la commune comptait 11 375 hommes pour 12 400 femmes, soit un taux de 52,16 % de femmes, légèrement supérieur au taux départemental (51,02 %).
Les pyramides des âges de la commune et du département s'établissent comme suit.
| Hommes | Classe d’âge | Femmes |
| ------ | ------------ | ------ |
| 0,8    | 90 ou +      | 1,8    |
| 6,0    | 75-89 ans    | 8,9    |
| 13,8   | 60-74 ans    | 13,8   |
| 21,6   | 45-59 ans    | 19,5   |
| 18,6   | 30-44 ans    | 18,9   |
| 18,4   | 15-29 ans    | 18,3   |
| 20,7   | 0-14 ans     | 18,7   |

| Hommes | Classe d’âge | Femmes |
| ------ | ------------ | ------ |
| 0,5    | 90 ou +      | 1,4    |
| 5,4    | 75-89 ans    | 7,2    |
| 12,9   | 60-74 ans    | 13,9   |
| 20     | 45-59 ans    | 19,4   |
| 19,9   | 30-44 ans    | 20,1   |
| 20     | 15-29 ans    | 18,2   |
| 21,3   | 0-14 ans     | 19,8   |

### Enseignement

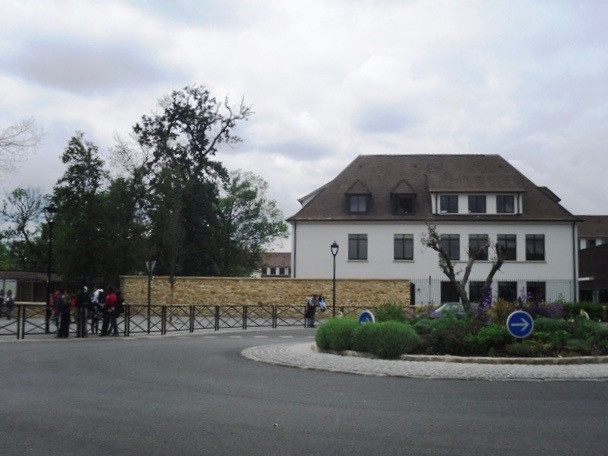
Le lycée Rosa-Parks, anciennement dit de Montgeron.

Les établissements scolaires de Montgeron sont rattachés à l’académie de Versailles.
La commune dispose sur son territoire en 2010 des écoles maternelles Jean-Charles-Gatinot et Victor-Duruy et des écoles primaires Ferdinand-Buisson, Jules-Ferry, Hélène-Boucher et Jean-Moulin. Face à l'accroissement de la population ces écoles sont aujourd'hui saturées.
L’enseignement secondaire est dispensé en 2010 aux collèges Henri-Weiler et Georges-Pompidou, ce dernier disposant d'une section d'enseignement général et professionnel adapté, puis se poursuit au lycée Rosa-Parks anciennement dit de Montgeron auquel s’ajoute l'établissement régional d'enseignement adapté Jean-Isoard.
S’ajoute, toujours en 2010, l’école primaire et collège privé sous contrat, catholique Sainte-Thérèse ainsi que l'école primaire privée hors contrat d'inspiration Montessorine Les Ribambelles.
La commune dispose en 2010 sur son territoire des crèches collectives des Petits Princes, Jean-Paul-Langumier et familiale des Écureuils, complétées par la halte-garderie Tom Pouce.
Hors périodes scolaires, les enfants sont accueillis dans les centres de loisirs maternel Lelong et primaires Jean Moulin et George-Sand.
La Fédération des conseils de parents d'élèves et la Fédération des parents d’élèves de l’enseignement public sont représentées en 2010 dans les établissements de la commune.

### Équipements culturels

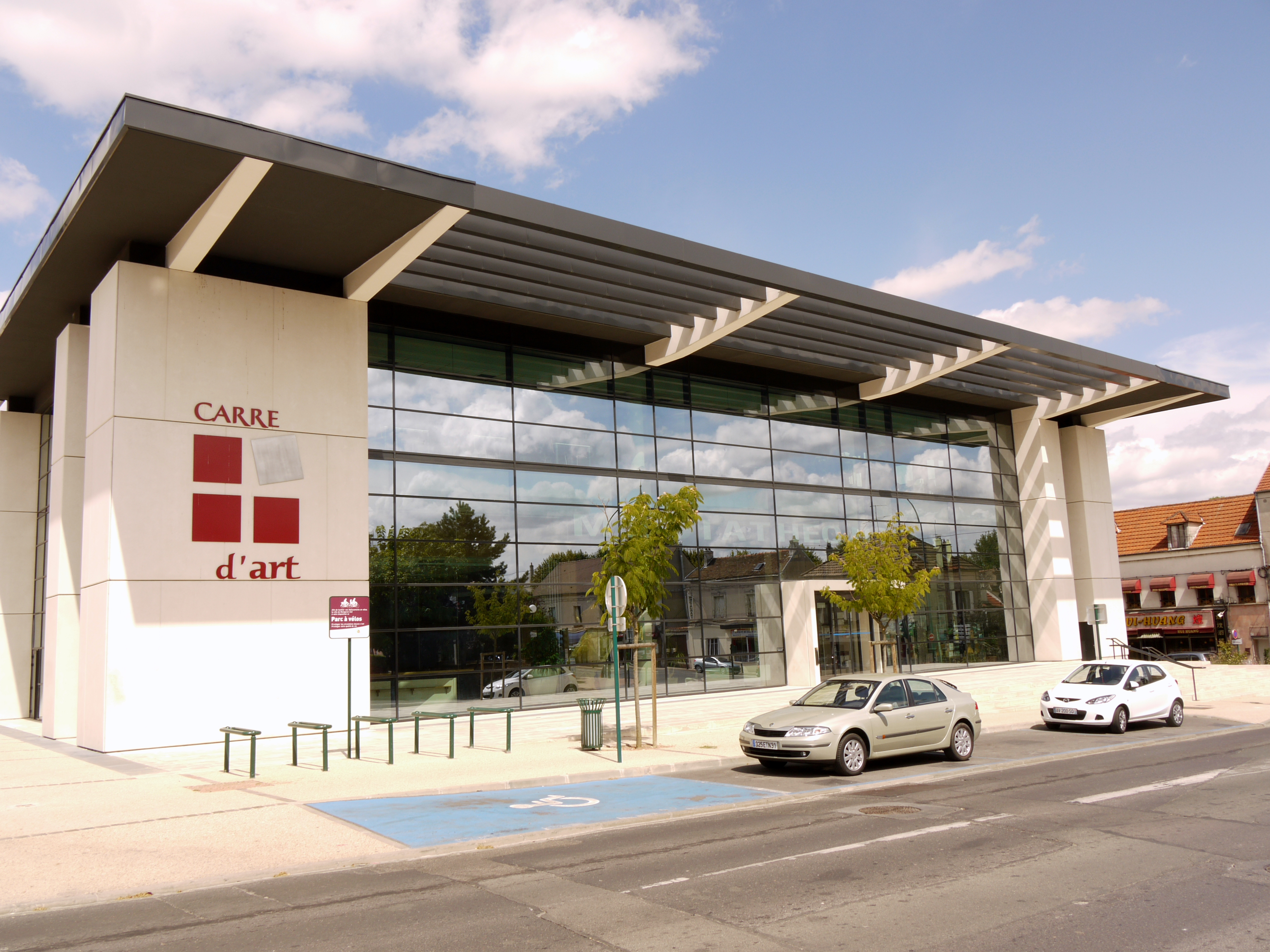
La médiathèque du Carré d'Art.

En 2010, l’offre culturelle montgeronnaise est organisée autour du musée municipal Josèphe-Jacquiot, de la médiathèque du Carré d’Art, de l’école de musique et de danse Pablo-Casals, de l’école d’art plastique Claude-Monet et d’une maison de l’environnement.
Toujours en 2010 s’ajoute la salle de cinéma le Cyrano classé « art et essai ». La salle des fêtes et la salle polyvalente du Nouzet permettent des représentations artistiques.

### Équipements de santé
La commune de Montgeron ne dispose d’aucun hôpital sur son territoire, et, en 2010, les urgences et pathologies lourdes sont traitées par le centre hospitalier intercommunal voisin à Villeneuve-Saint-Georges.
Elle accueille cependant[Quand ?] les établissements d’hébergement pour personnes âgées dépendantes Le Flore, Le Manoir et Villa Mon Repos et les maisons de retraite Sofia et du Bois Renaud ainsi que les établissements d’accueil pour personnes handicapées le Mascaret, la Volière et Gatinot[réf. nécessaire].
En 2013, un centre de protection maternelle et infantile est implanté en centre-ville, complété par un centre de planification familiale.
Quarante-cinq médecins, treize chirurgiens-dentistes et sept pharmacies sont implantées en 2010 dans la commune.

### Autres services
Trois agences postales sont implantées en 2010, l’une en centre-ville, l’autre au centre commercial de la Forêt et la dernière à la Prairie d’Oly.
À la même époque, la ville comprend une antenne de la Caisse d’allocations familiales, une de la Caisse primaire d'assurance maladie et une trésorerie principale.
Un commissariat de la police nationale (France) et un centre de secours mixte assurent en 2010 la sécurité des biens et des personnes.
Trois avocats et un notaire exercent en 2010 dans la commune. .

### Sports

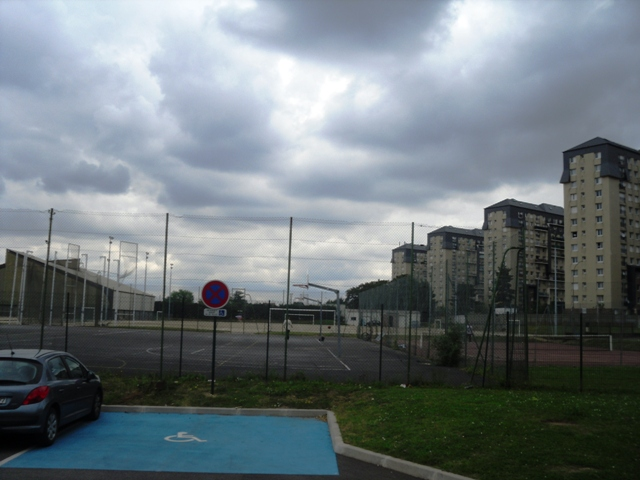
Le complexe sportif Alain Picot.

La commune de Montgeron dispose[Quand ?] de diverses installations sportives, avec le stade et le gymnase Pierre-de-Coubertin, qui se trouve à côté de la cité La Forêt où se déroule chaque année le meeting d’athlétisme de Montgeron,  le complexe omnisports Alain-Picot, à proximité duquel l'on peut trouver des équipements reconnus de street-workout et de baskets 3x3, le complexe sportif évolutif couvert avec un gymnase Alice Milliat, des terrains omnisports, un stand de tir et une piste de bi-cross se situant à la limite avec Vigneux-sur-Seine. La piscine  municipale, rénovée en 2010, se situe à côté du lycée de Montgeron et du quartier Gaston Mangin[réf. nécessaire].
Montgeron fut la première ville-étape de l’histoire du Tour de France au cours de l’édition de 1903, elle le redevint en 2003 pour célébrer le centenaire[réf. nécessaire], puis enfin en 2017.

### Lieux de culte
La paroisse catholique de Montgeron est rattachée au secteur pastoral de La Forêt-Montgeron et au diocèse d'Évry-Corbeil-Essonnes. Elle dispose des églises Saint-Jacques, Saint-Joseph-Artisan et Notre-Dame.
Deux temples protestants sont implantés en 2010 dans la commune, l’un affilié à l’Entente et coordination des œuvres chrétiennes et l’autre à la communauté évangélique tsigane.
Une salle de prière accueille en 2010 la communauté musulmane.

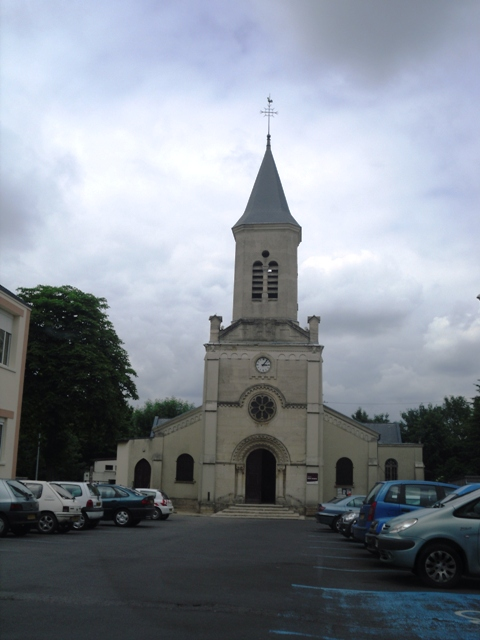
L'église Saint-Jacques.
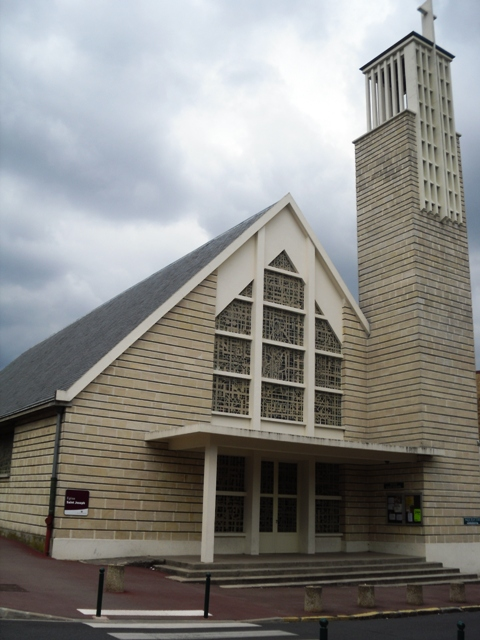
L'église Saint-Joseph-Artisan.
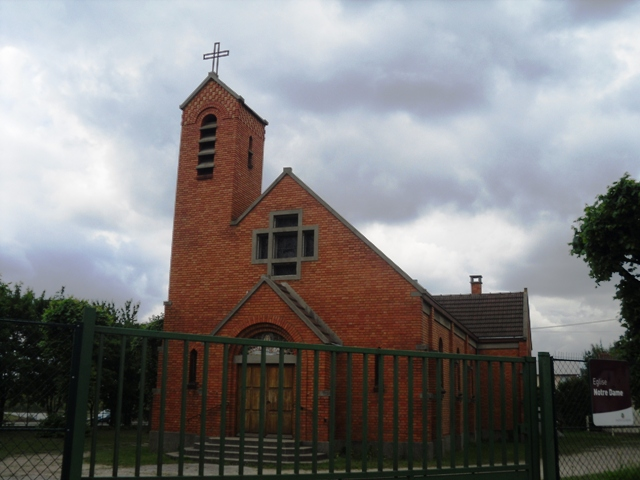
L'église Notre-Dame.

### Médias
L’hebdomadaire Le Républicain relate les informations locales. La commune est dans le bassin d’émission des chaînes de télévision France 3 Paris Île-de-France Centre, IDF1 et Téléssonne intégré à Télif.

## Économie

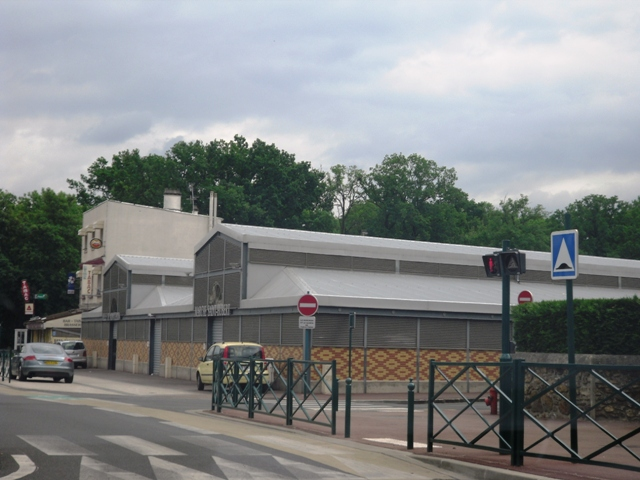
La halle du marché Saint-Hubert.

Montgeron est intégrée par l’Insee au bassin d'emploi de Créteil qui regroupait en 2006 soixante-seize communes et comptait 901 478 habitants, les Montgeronnais représentant 2,56 % de ce total. Dans cette zone, 411 706 personnes occupaient un emploi et le taux de chômage s’élevait à 9,9 %. Dans la commune à la même période ce taux était fixé à 9,4 % avec une population active estimée à 10 816 personnes mais un nombre d’emplois nettement déficitaire à seulement 5 705, Montgeron apparaît dès lors comme une commune majoritairement résidentielle obligeant 81,1 % de sa population à travailler hors de son territoire. Elle dispose pourtant au nord de trois zones d’activité avec la zone commerciale Maurice Guérin, et les zones industrielles du Réveil matin et du Bac d’Ablon, complétées au sud par le centre commercial de la Forêt. Un seul hôtel disposant de quarante-deux chambres est implanté dans la commune, un marché se tient tous les mercredis et samedis matin sous la halle Saint-Hubert. Huit cent cinquante-quatre entreprises étaient implantées dans la commune en 2008 et cent quatre s’étaient créées cette année-là. Aucune exploitation agricole ne subsistait alors même qu’elles étaient cinq en 1988 occupant trente-et-un hectares.

### Emplois, revenus et niveau de vie
La sociologie économique de Montgeron diffère peu de celle de la zone d’emploi de Créteil, avec cependant une présence moindre d’ouvriers et supérieure dans les mêmes proportions d’employés. Outre les actifs, les retraités représentaient 25,6 % de la population communale en 2006 de plus de quinze ans. Parmi la population active, 89,3 % occupait un emploi salarié, 80,6 % était titulaire de la fonction publique ou en contrat à durée indéterminée. En 2007, 73,1 % des ménages étaient assujettis à l’impôt sur le revenu, le revenu net imposable moyen s’élevait à 27 790 €. Des disparités de revenu importantes existaient cependant puisque seulement 61,1 % des habitants étaient propriétaires de leur logement mais cent soixante-dix-neuf contribuables étaient assujettis à l’impôt de solidarité sur la fortune. Le revenu fiscal médian par ménage était en 2006 de 20 535 €, ce qui plaçait Montgeron au 2 631e rang parmi les 30 687 communes de plus de cinquante ménages en métropole et au cent cinquantième rang départemental.
En 2010, le revenu fiscal médian par ménage était de 36 124 €, ce qui plaçait Montgeron au 5 384e rang parmi les 31 525 communes de plus de 39 ménages en métropole.
| Répartition des emplois par catégorie socioprofessionnelle en 2006. |              |                                           |                                                   |                            |                          |                           |
|                                                                     | Agriculteurs | Artisans, commerçants, chefs d’entreprise | Cadres et professions intellectuelles supérieures | Professions intermédiaires | Employés                 | Ouvriers                  |
| Montgeron                                                           | 0,0 %        | 5,8 %                                     | 16,1 %                                            | 27,1 %                     | 35,4 %                   | 15,6 %                    |
| Zone d’emploi de Créteil                                            | 0,2 %        | 5,4 %                                     | 17,6 %                                            | 27,3 %                     | 30,3 %                   | 19,3 %                    |
| Moyenne nationale                                                   | 2,2 %        | 6,0 %                                     | 15,4 %                                            | 24,6 %                     | 28,7 %                   | 23,2 %                    |
| Répartition des emplois par secteur d'activité en 2006.             |              |                                           |                                                   |                            |                          |                           |
|                                                                     | Agriculture  | Industrie                                 | Construction                                      | Commerce                   | Services aux entreprises | Services aux particuliers |
| Montgeron                                                           | 0,5 %        | 10,8 %                                    | 5,1 %                                             | 15,4 %                     | 11,9 %                   | 7,7 %                     |
| Zone d’emploi de Créteil                                            | 0,7 %        | 9,4 %                                     | 7,1 %                                             | 14,4 %                     | 13,9 %                   | 7,2 %                     |
| Moyenne nationale                                                   | 3,5 %        | 15,2 %                                    | 6,4 %                                             | 13,3 %                     | 13,3 %                   | 7,6 %                     |
| Sources : Insee                                                     |              |                                           |                                                   |                            |                          |                           |

## Culture locale et patrimoine

### Patrimoine environnemental
Une part importante de la forêt de Sénart occupe près de cinq cents hectares du territoire communal au sud. Elle a été recensée au titre des espaces naturels sensibles, tout comme la plaine de Chalandray en bordure de l’Yerres.
S’ajoutent quarante-trois hectares de parcs et jardins répartis dans les parties urbanisées dont le parc Lelong, le parc Jean Rostand, le parc Chalandray, le parc de la maison de l'environnement et la pelouse de l’ancien château.

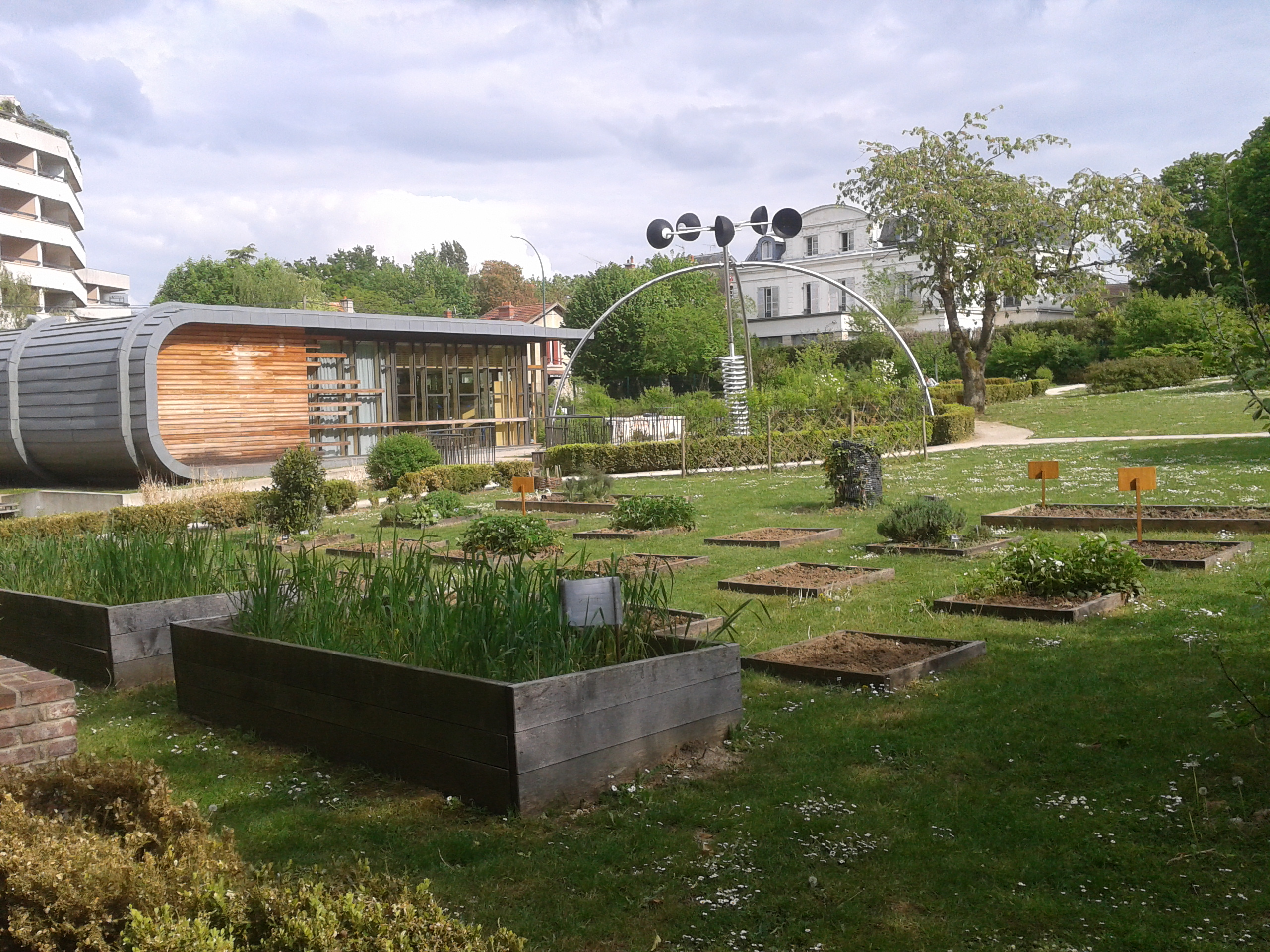
Parc de la maison de l'environnement
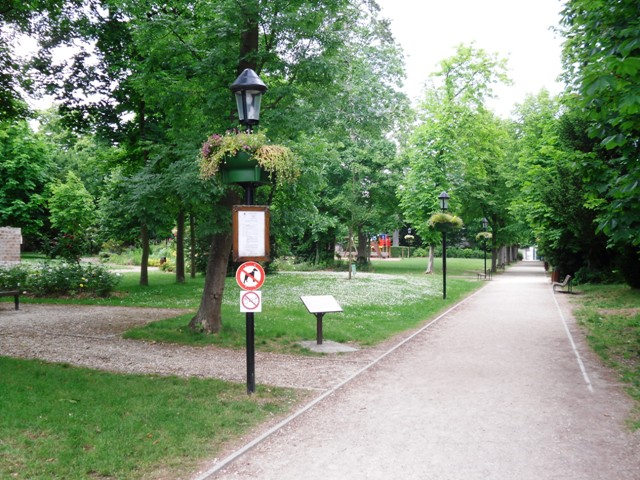
Parc Lelong.
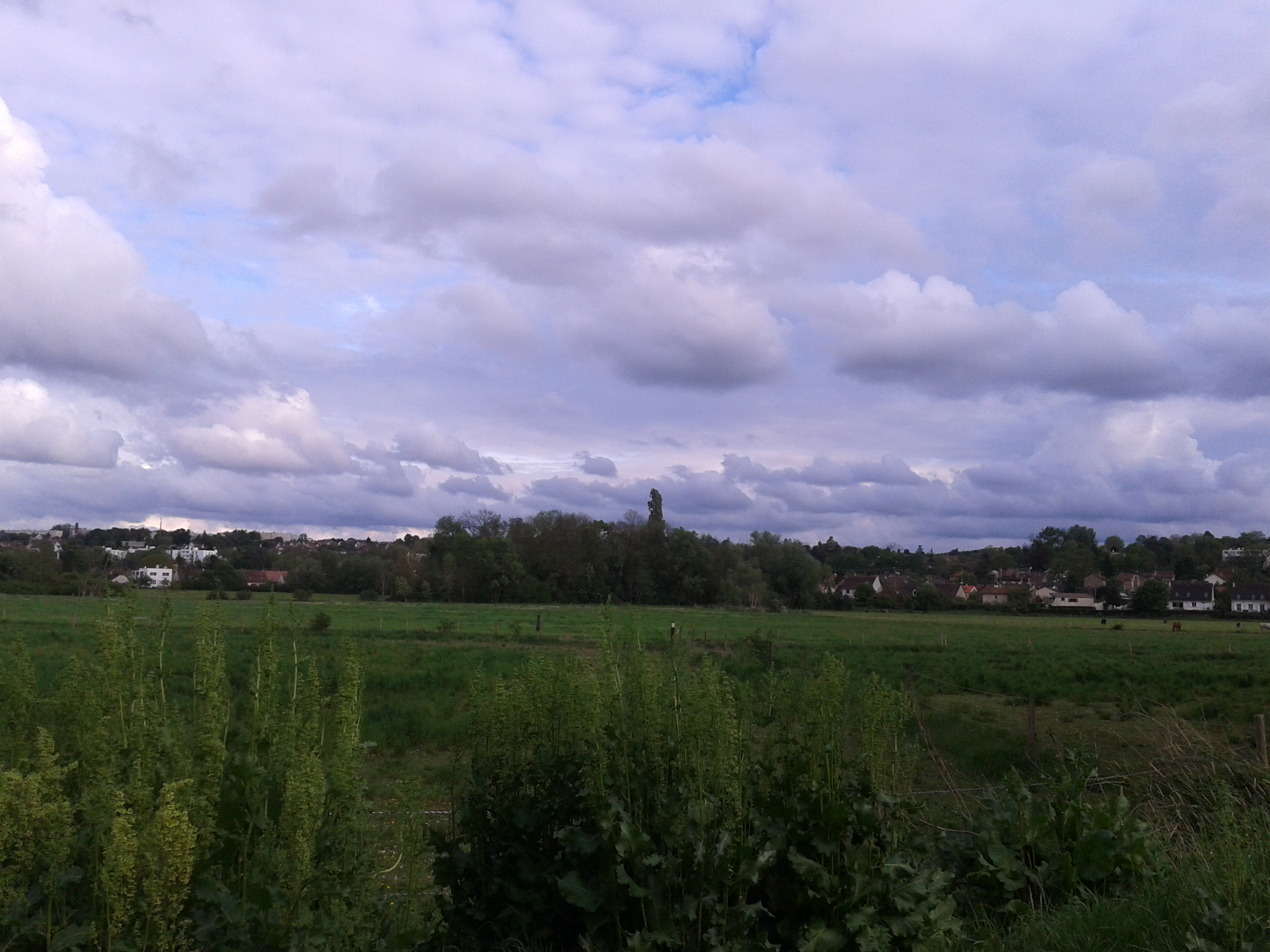
Prairie de Chalandray.
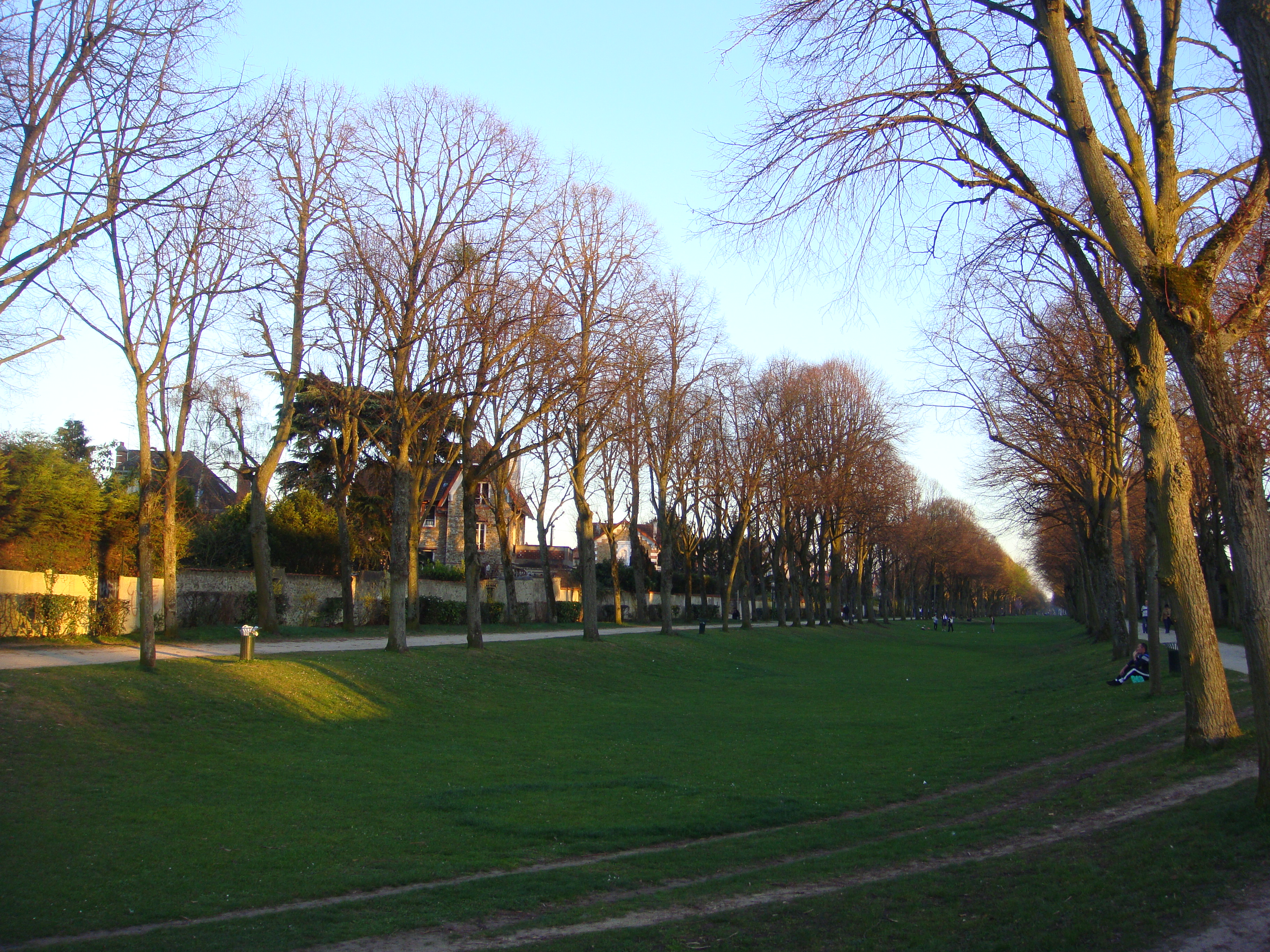
La Pelouse.

### Lieux et monuments
Monuments subsistant actuellement
- Le Pavillon du Moustier des XVIIe et XVIIIe siècles a été inscrit aux monuments historiques le 27 septembre 1971[158]. Il fut la résidence du peintre Carolus Duran.
- Le moulin à eau de Senlis fut construit au XVe siècle[159] (il est maintenant sur l'itinéraire de La Liaison Verte des bords de l'Yerres et du Réveillon).
- Le château de Rottembourg dont l'existence est attestée dès le début du XVIIIe siècle a appartenu au général d'empire Henri Rottembourg, puis à Ernest Hoschédé qui y accueille le peintre Claude Monet à l'été 1876. Il y rencontrera sa femme Alice[160] et a peint plusieurs panneaux décoratifs pour la demeure, probablement jamais installés du fait de la faillite de son propriétaire[161].
- Le château des Prés date du XVIIIe siècle[162].
- Le château de Chalandray remonte à 1730[163].
- L'actuel hôtel de ville occupe l’ancien Hostellerie des équipages de chasse construit en 1774[164].
- Le château de la princesse de Beauvau fut lui édifié en 1832 a la place du château seigneurial[165]. Le domaine fut transformé en lycée en 1946.
- L'église Saint-Jacques fut construite entre 1855 et 1856[166]. L'un de ses vitraux représente un homme avec une épée sur le point de décapiter Saint Jacques[167]. Il s’agirait[168] d’Adolf Hitler dont le visage est en partie masqué mais à la mèche reconnaissable[167]. Réalisé en 1941 par les maîtres verriers Mauméjean, il serait d’après les historiens locaux, « un acte de résistance »[167].
- Le presbytère date de 1871.
- La maison forestière de Chalandray fut construite au XIXe siècle[169].
- Les groupes scolaires Jean-Charles Gatinot et Ferdinand Buisson comportent des décorations en céramique réalisées par le peintre Maurice Boitel.

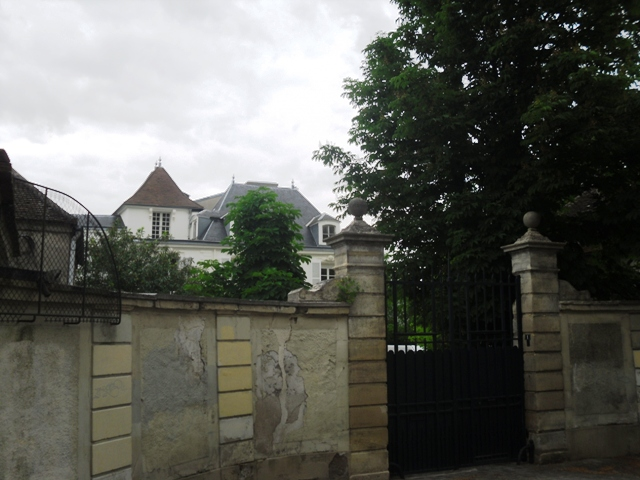
Le porche du château du Moustier.
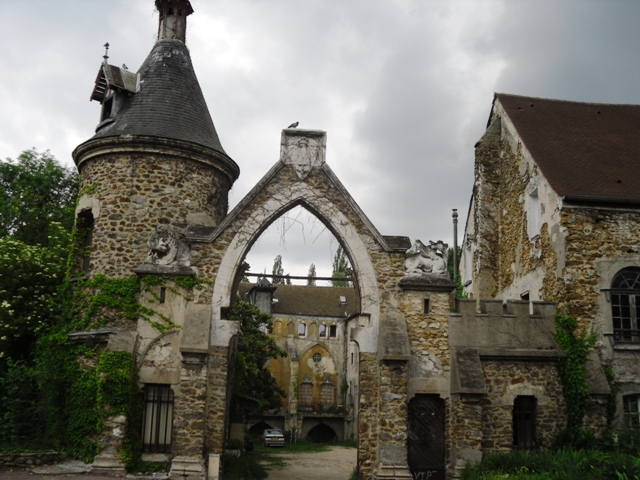
Le moulin de Senlis.
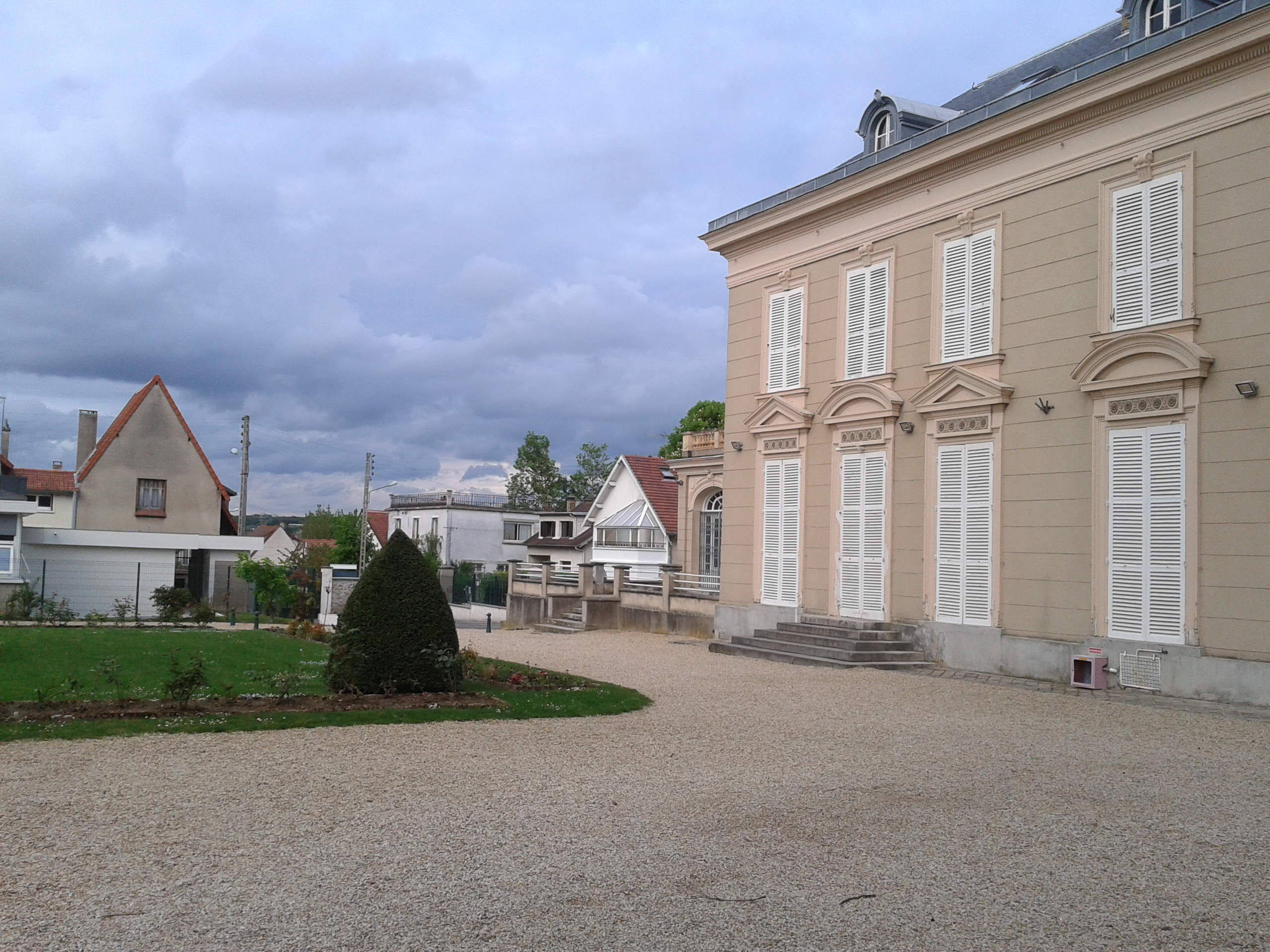
Château de Chalandray.
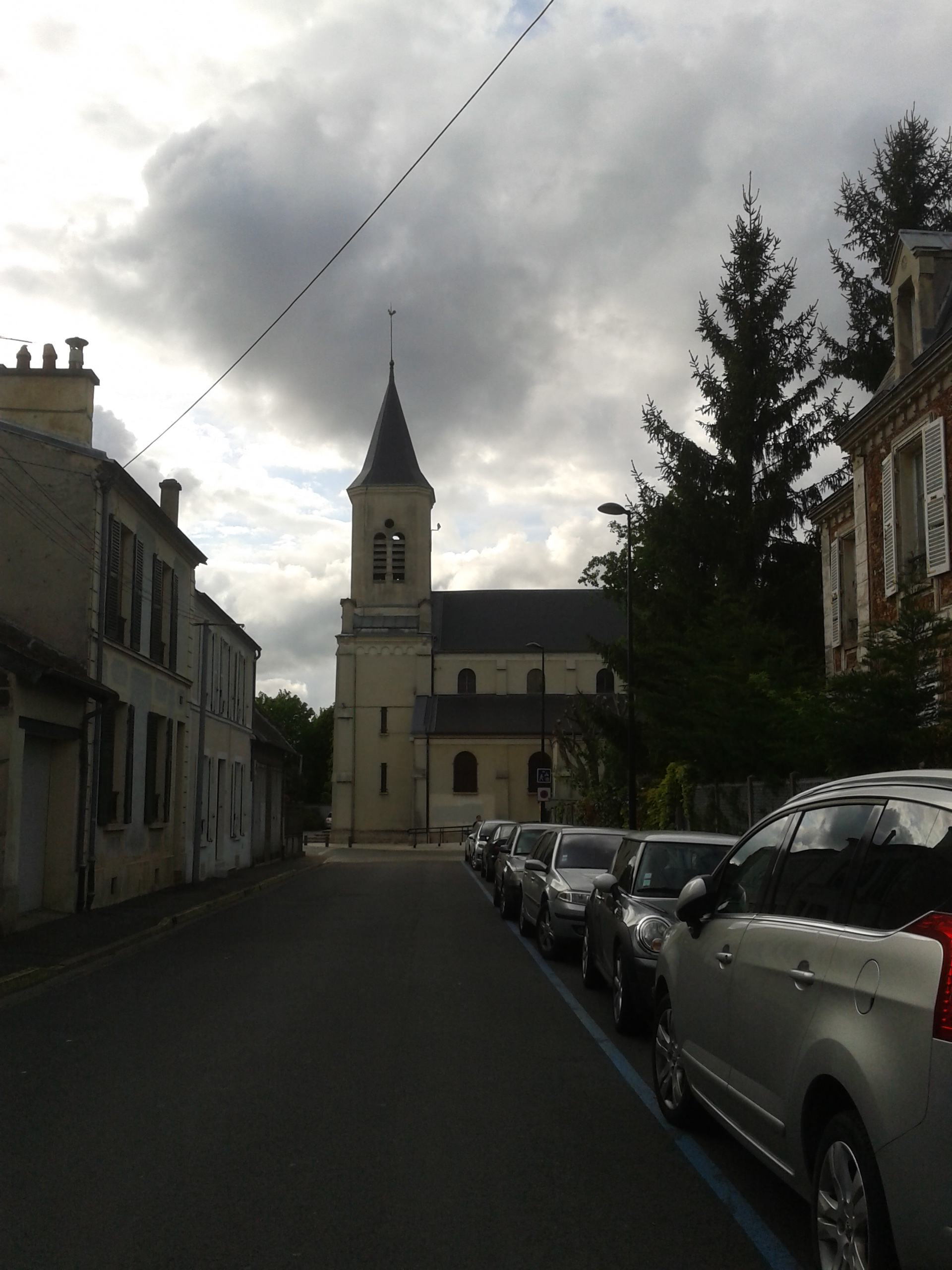
Presbytère (à droite) et église Saint-Jacques.

Monuments détruit
- Église Saint-Jacques-Saint-Christophe, bâtie en 1189. Autrefois située place des tilleuls, elle est mise en piteux état par la Révolution. Elle sera remplacée par l'église Saint-Jacques et détruite après quelques protestations vers 1855[170].
- La propriété Michelin, propriété de la famille Michelin de 1747 à sa démolition. Elle fut construite en partie sur les bases de l'ancienne ferme Jubier et détruite pour construire la résidence Le Flandrin en 1994[171].
- L'ancien château seigneurial, placé dans le prolongement de la pelouse et détruit en 1840[170]. Il n'en reste que des douve décoratives dans le parc du lycée.
- La ferme du château, transformée en gymnase lors de la création du lycée, elle fut entièrement détruite à l'exception de son pigeonnier.
- L'hôtellerie du point du jour, à l'angle de l'avenue de la République et de la rue René Cassin, fréquentée par Hippolyte et Paul Flandrin, transformée en maison de retraite du « Pavillon Flore »[172], remplacée par un immeuble en 2008
- Le chalet des bambous, avenue de la République
- Villa Flourens, ayant appartenu a la famille de Pierre Flourens (1794-1867), qui la fit construire en 1863 et de Gustave Flourens (1838-1871) qui y avait aménagé une pièce secrète pour s'abriter de la police. Elle fut détruite en 1963 pour laisser place à la résidence du Parc des ascades[173].

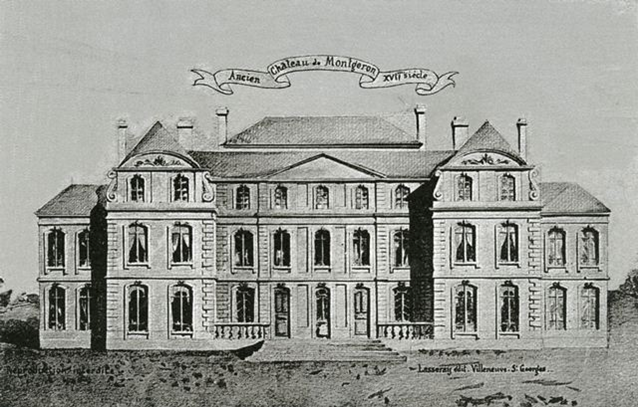
L'ancien château de Montgeron au XVIIe siècle.
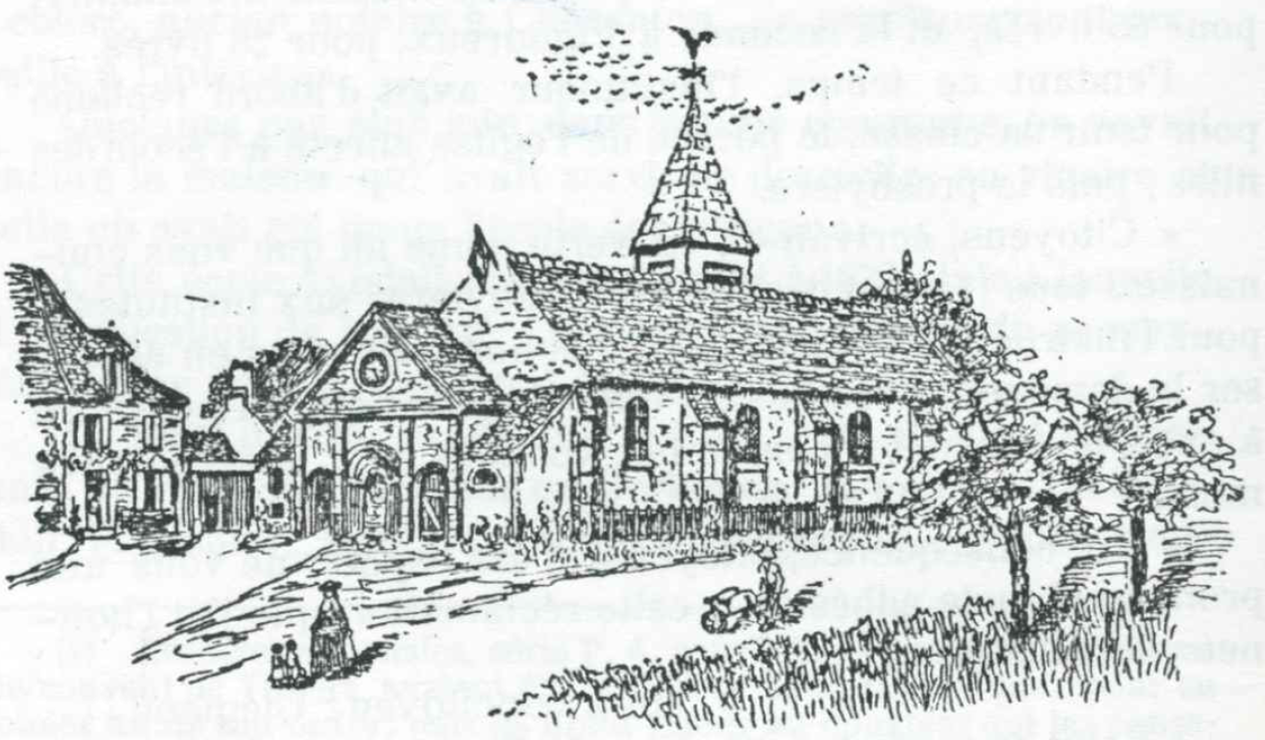
L'ancienne église de Montgeron.
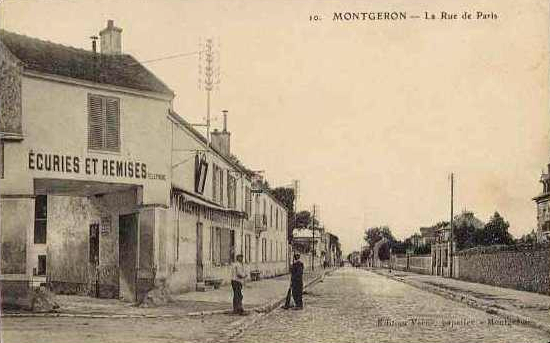
L'hôtellerie du point du jour.

### Montgeron dans les arts et la culture

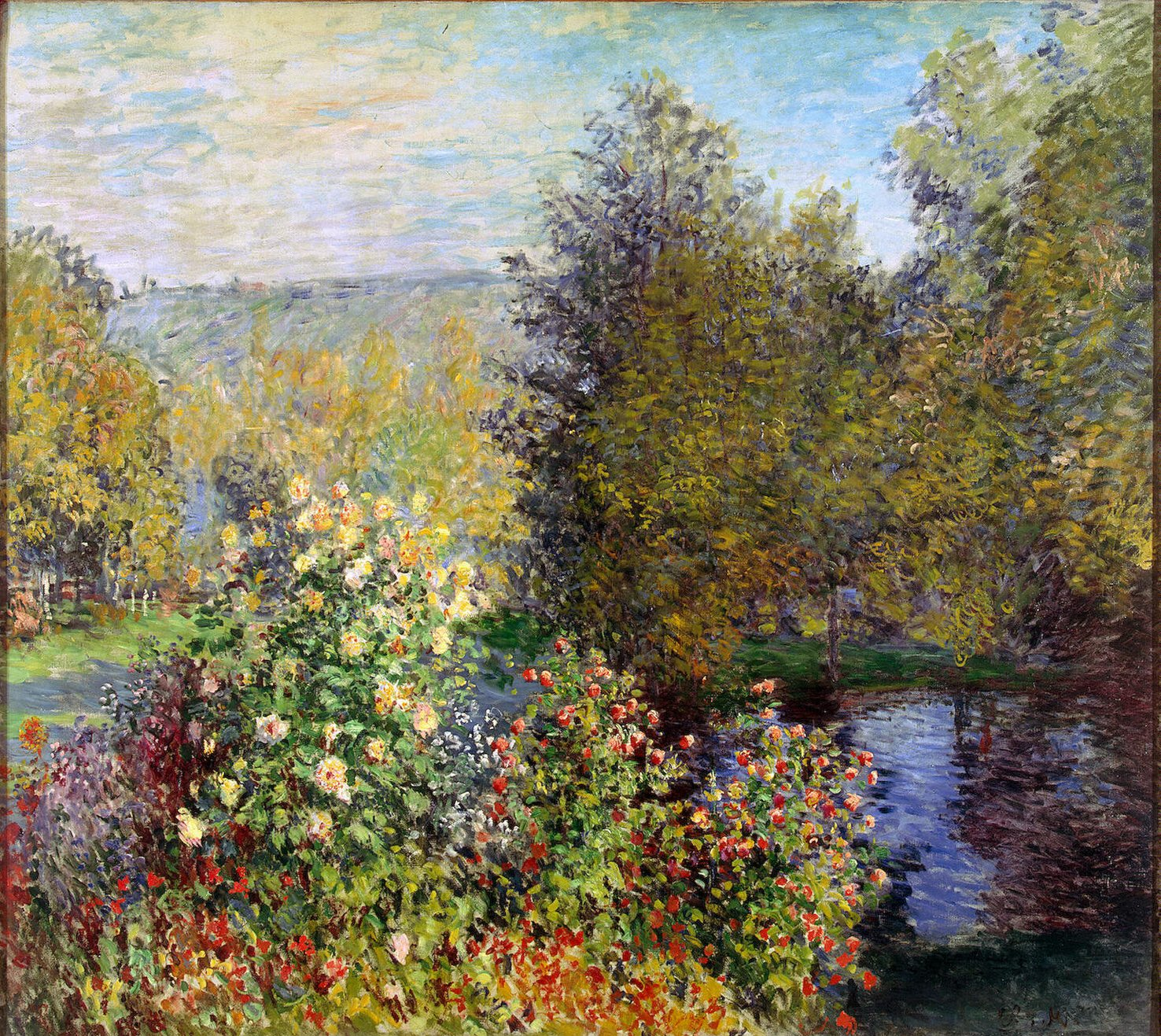
Coin de jardin à Montgeron par Claude Monet (1876).

- Vers 1786, Jacques-Antoine Dulaure dans sa Nouvelle description des environs de Paris écrivait à propos du château de Montgeron « Le château, par son heureuse situation, jouit d’une vue très étendue et très agréable. On y arrive par des avenues doubles, formant patte d’oie ; la façade qu’il présente est décorée de beaucoup d’ornements ».
- Le peintre Claude Monet réalisa plusieurs toiles lors de ses séjours à Montgeron en 1876 et 1877 dont Les Dindons conservé au Musée d'Orsay de Paris[174], Coin de jardin à Montgeron et Étang à Montgeron tous deux conservés au Musée de l'Ermitage de Saint-Pétersbourg.
- En 1927, Adrien Demont séjournant dans la commune écrivait dans son ouvrage Souvenances, Promenade à travers ma vie « Montgeron ressemble à une ville d’eau. Il y a des gens du crû, et l’élément qui vient la plupart du temps de Paris, habiter les villas ».
- En 1956, le peintre Maurice Boitel réalisa les grands panneaux de céramique qui décorent le groupe scolaire Ferdinand Buisson et l'Ecole intégrée Jean-Charles Gatinot. Ils sont toujours visibles aujourd'hui.
- En mai 1968, trois élèves du lycée de Montgeron (Alain Chevalier, Pierre Dolé, et Jacques Aumètre) s'étant fait connaître sous le nom d'Enragés de Montgeron[175] intégrent le Comité pour le maintien des Occupations (CMDO)  mis en place par les situationnistes regroupés autour de Guy Debord après l'occupation de la Sorbonne[176], ainsi que Pierre Barret, professeur du même établissement[177].
Alain Chevalier participera ensuite un temps à l'Internationale situationniste à l'occasion du large recrutement d'après mai, avant d'en être exclu en octobre 1969.
- La commune est clairement mentionnée, dans la fameuse scène du remplissage de la feuille de Sécu, comme lieu de naissance, semble-t-il le 8 août 1953,  du personnage de Josette, alias Zézette épouse X, interprété par Marie-Anne Chazel dans la pièce culte Le Père Noël est une ordure créée par la troupe du Splendid en 1979.
- Certaines scènes du film de Philippe Lioret Je vais bien, ne t’en fais pas sorti en 2006 ont été tournées dans la commune.

### Personnalités liées à la commune
Différents personnages publics sont nés, décédés ou ont vécu à Montgeron :
- Wilfrid-Constant Beauquesne (1847-1913), peintre, y mourut.
- Pierre François Beauvallet (1801-1873), acteur y séjourna.
- Pauline Benda, dite Madame Simone (1877-1985), actrice et femme de lettres, y est morte.
- Jean-Jacques Bernard (1888-1972), romancier et dramaturge, y est mort
- Albert Besson (1896-1965), médecin, y est né et mort. Une rue y porte son nom.
- Ceslaw Bojarski (1912-2003), faux-monnayeur, y vécut.
- Jean-Louis Bory (1919-1979), écrivain, journaliste et critique cinématographique, y enseigna.
- Henri de Boulainvilliers (1658-1722), historien, en était le seigneur.
- Léon Boutbien (1915-2001), homme politique, y exerça.
- Berthe Bovy (1887-1977), actrice belge, y est morte.
- Jean-Paul Brighelli (1953- ), essayiste, y enseigna.
- André Brugiroux (1937- ), écrivain, y étudia.
- Nicolas Brûlart de Sillery (1544-1624), homme d'État, en fut le seigneur.
- Leonetto Cappiello (1875-1942), artiste peintre, séjourna au moulin de Senlis.
- Jacqueline Clerc (1944), aviatrice, y habite[178].
- François Coppée (1842-1908), poète, séjourna au moulin de Senlis.
- Ginette Cros (1921-2002), professeure, résistante et responsable communiste y a vécu.
- Philippe Cuervo (1969- ), footballeur, y fut licencié.
- Georges Cyr (1880-1964), artiste peintre, y est né.
- Paul-Marcel Dammann (1885-1939), graveur, y est né.
- Jean Debucourt (1894-1958), acteur, y est mort.
- Christophe Deguerville (1970- ), footballeur, y fut licencié.
- Marie Delaporte (1838-1910), comédienne de théâtre, y est née.
- Adrien Demont (1851-1928), artiste peintre, y habita.
- Virginie Demont-Breton (1859-1835), artiste peintre, épouse du précédent, y habita.
- Étienne Drioton, (1889-1961), égyptologue, y est mort rue des Plantes.
- Carolus-Duran (1837-1917), artiste peintre résida au Moustier.
- Gustave Flourens (1838-1871), universitaire et homme politique, y vécut.
- Saturnin Fabre (1884-1961), acteur, y est mort.
- Pierre Flourens (1794-1867), médecin, y est mort.

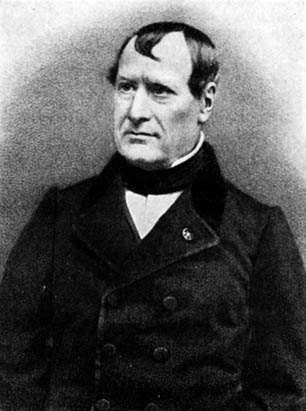
Pierre Flourens.

- Jean-Charles Gatinot (1837-1922), instituteur, conseiller municipal et historien local. Il est le grand-père maternel d' Albert Besson, qu'il a élevé[réf. nécessaire].
- Henri Gautreau (1859-1947), inventeur-fabricant, y vécut rue du docteur Lacaze, de 1924 à 1939
- Guy Geoffroy (1949- ), homme politique, y étudia.
- Jean Gigoux (1806-1894), artiste peintre, y vécut.
- Patricia Girard (1968-), athlète, y est licenciée.
- Gérard Glatt (1944- ), écrivain, y est né.
- Octave Denis Victor Guillonnet (1872-1967), artiste peintre y est mort.
- Georges Hatz (1917-2007), footballeur, y est né.
- Josèphe Jacquiot (1910-1995), résistante et  numismate, y vécut et en fut maire de 1945 à 1947[179].
- Jean-Baptiste Legrain (1505-1642), historien, y est mort.
- Hector Malot (1830-1907), écrivain, s’y maria.
- Pascal Martinot-Lagarde (1991-), athlète, y est licencié.
- Claude Monet (1840-1926), artiste peintre, y séjourna.
- Kevynn Nyokas (1986- ), handballeur, y fut licencié.
- Olivier Nyokas (1986- ), handballeur, y fut licencié.
- Raymond Paumier (1902-1975), instituteur en poste à partir de 1930 à Montgeron, où son intérêt pour la nutrition lui fait mettre en place en 1947, à la Roseraie, le premier restaurant d'enfants, pris en exemple dans le monde entier[180].
- Ronald Pognon (1982- ), athlète, y est licencié.
- Giacomo Puccini (1858-1924), compositeur, séjourna au moulin de Senlis.
- Georges Rastel (1910-1993), homme politique, y est né.
- Madeleine Rebérioux (1920-2005), historienne, y enseigna.
- Françoise Rosay (1891-1974), actrice, y est morte.
- Henri Rottembourg (1769-1857), général, y est mort.
- Léon Salles (1868-1950), graveur, y vécut.
- Karl Taillepierre (1976- ), athlète, y est licencié.

### Héraldique et logotype

Logo.

| Blason de Montgeron | Blason  | D’argent au chevron de gueules accompagné de trois grappes de raisin de même, au chef d’azur chargé d’une escarboucle d’or. |
| Blason de Montgeron | Détails | La commune s’est en outre dotée d’un logotype.                                                                              |